# Mistrzostwa Świata w Piłce Ręcznej Mężczyzn 2023

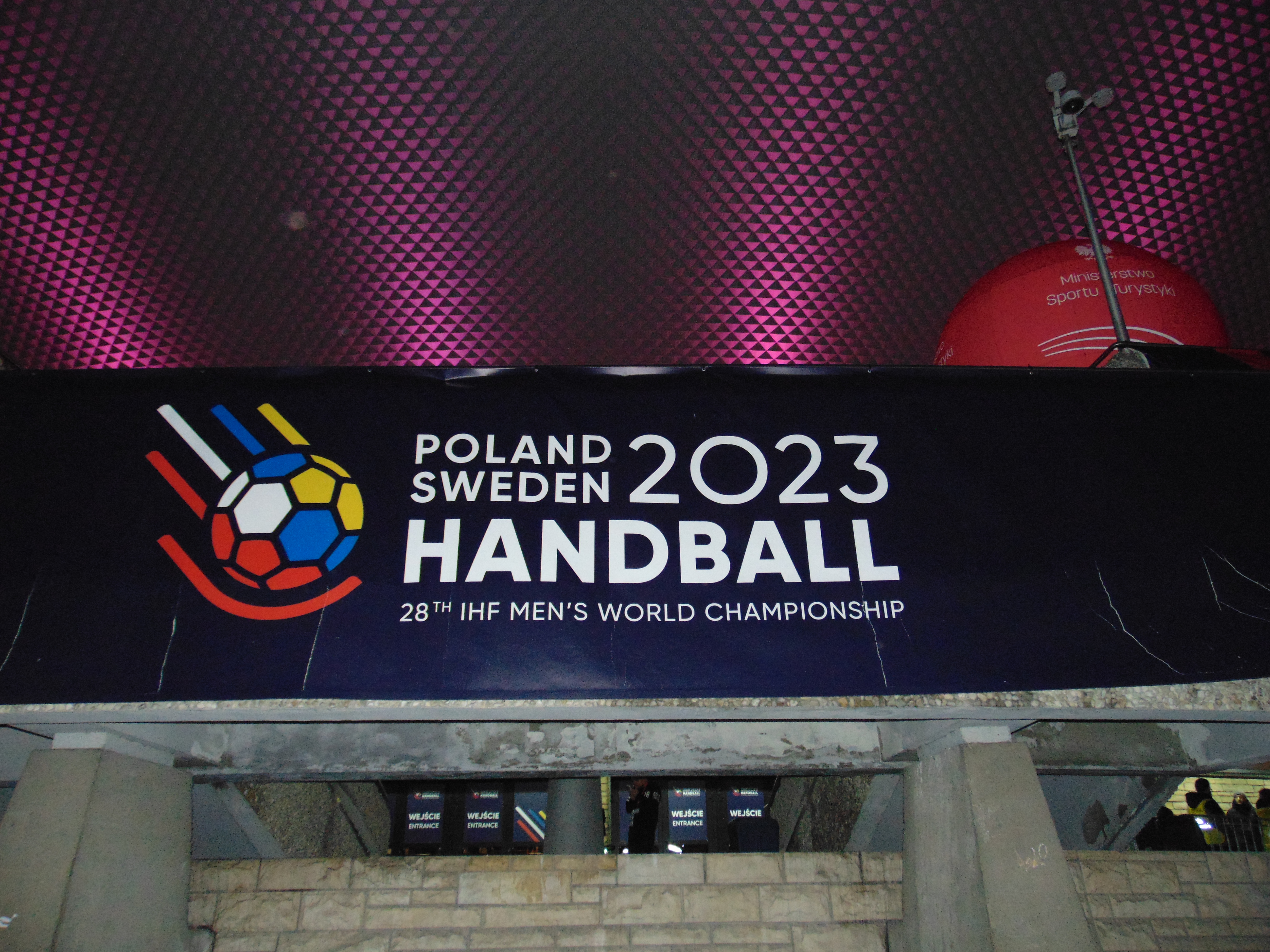
Logotyp turnieju

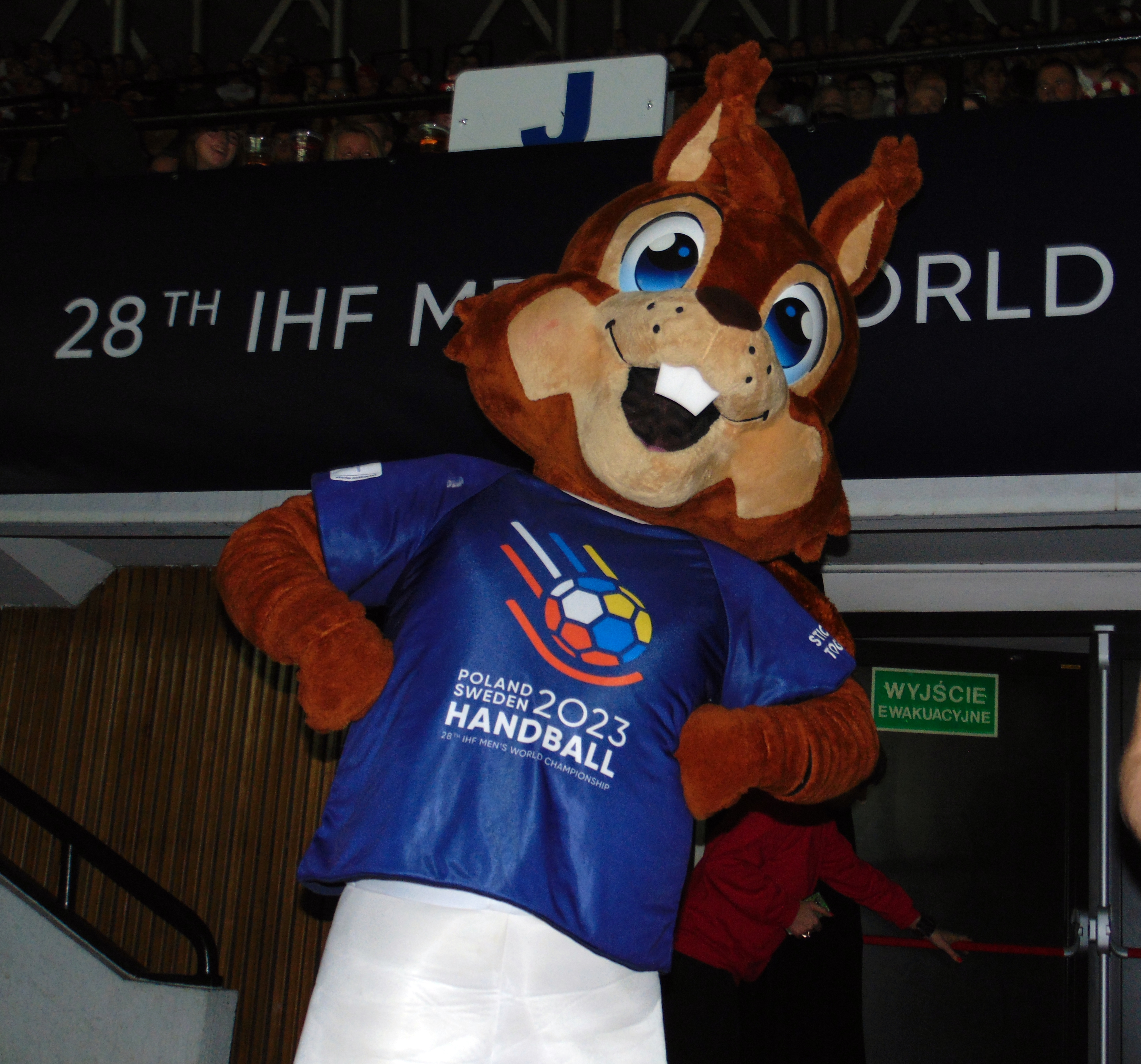
Maskotka imprezy

Mistrzostwa Świata w Piłce Ręcznej Mężczyzn 2023 – 28. edycja mistrzostw świata w piłce ręcznej mężczyzn, organizowana przez IHF w Polsce i Szwecji w dniach 11–29 stycznia 2023 roku, mająca na celu wyłonienie najlepszej męskiej reprezentacji narodowej w piłce ręcznej na świecie. W turnieju brały udział 32 zespoły (automatycznie zakwalifikowała się do niego Dania jako mistrz świata z 2021 oraz Polska i Szwecja jako gospodarze). O pozostałe miejsca odbywały się kontynentalne eliminacje.
Turniej wygrała reprezentacja Danii, która pokonała Francję 34:29 i jako pierwsza drużyna w historii zdobyła tytuł mistrza świata trzy razy z rzędu. Brązowy medal przypadł reprezentacji Hiszpanii, która pokonała współgospodarzy turnieju Szwedów 39-36.

## Wybór organizatora
W połowie lutego 2015 roku Międzynarodowa Federacja Piłki Ręcznej ogłosiła terminarz wyłaniania gospodarza tych mistrzostw oraz wstępną listę zainteresowanych krajów. Listy intencyjne złożyło osiem państw – Francja, Korea Południowa, Norwegia, Polska, Słowacja, Szwajcaria, Szwecja i Węgry. Kandydatury wraz z potwierdzeniem spełniania warunków formalnych miały być przesyłane do 13 marca 2015 roku, zaś ostateczny termin składania oficjalnych aplikacji upływał 1 maja 2015 roku. Zostały one przedstawione władzom IHF tydzień później, a decyzja o przyznaniu praw do organizacji turnieju miała zostać podjęta na spotkaniu Rady IHF w czerwcu 2015 roku. IHF w połowie kwietnia 2015 roku potwierdziła, iż oficjalnymi kandydatami były Polska, Szwecja i Węgry. Podczas przesuniętego na listopad spotkania Rady IHF zadecydowano o przyznaniu organizacji mistrzostw Polsce i Szwecji.
Szwecja czterokrotnie gościła męskie mistrzostwa świata, dla Polski był to debiut w tej roli.

## Symbole

### Logotyp
W sierpniu 2021 roku przedstawiono logo imprezy. Jego kluczowym punktem - obok nazwy turnieju, na ciemnoniebieskim tle - jest lecąca piłka, dla której wzorem była kometa rozświetlająca nocne niebo. Kolorystyka nawiązuje do narodowych barw Polski i Szwecji, czyli organizatorów mistrzostw świata w piłce ręcznej. Symbolizuje dynamikę i ekspresję, które są nierozłącznie związane z rywalizacją piłkarzy ręcznych. Autorem logotypu oraz systemu identyfikacji wizualnej jest Artur Gosiewski ze studia Designature Sp. z o.o. z Warszawy.

### Maskotka
Maskotką turnieju jest wiewiórka, ubrana w granatową koszulkę z numerem 23, białe spodnie i niebieskie tenisówki. W internetowym głosowaniu wybrano imię Pax (pol. pokój).

### Hymn
18 listopada 2022 roku zaprezentowano oficjalną piosenkę zawodów – utwór zatytułowany „Stick Together”, który wprost nawiązuje do hasła towarzyszącego mistrzostwom. Został on stworzony w 2022 roku przez polsko-szwedzki duet. Jego producentem jest Joakimem Buddee, autorką tekstu – Jade Ell, a zaśpiewała go Alicja Szemplińska. Piosenkarka wykonała na żywo tę piosenkę w hali Tele2 Arena w Sztokholmie, bezpośrednio po zakończeniu meczu finałowego Francji z Danią, tuż przed ceremonią medalową.

## Obiekty
Turniej odbywał się w dziewięciu miastach (czterech w Polsce i pięciu w Szwecji): Katowice, Kraków, Płock, Gdańsk, Sztokholm, Göteborg, Jönköping, Kristianstad i Malmö. Organizacja ceremonii i meczu otwarcia mistrzostw przypadła Polsce. Natomiast gospodarzem spotkań o złoty i brązowy medal, a także o miejsca 5–8 oraz ceremonii zakończenia MŚ była Szwecja.

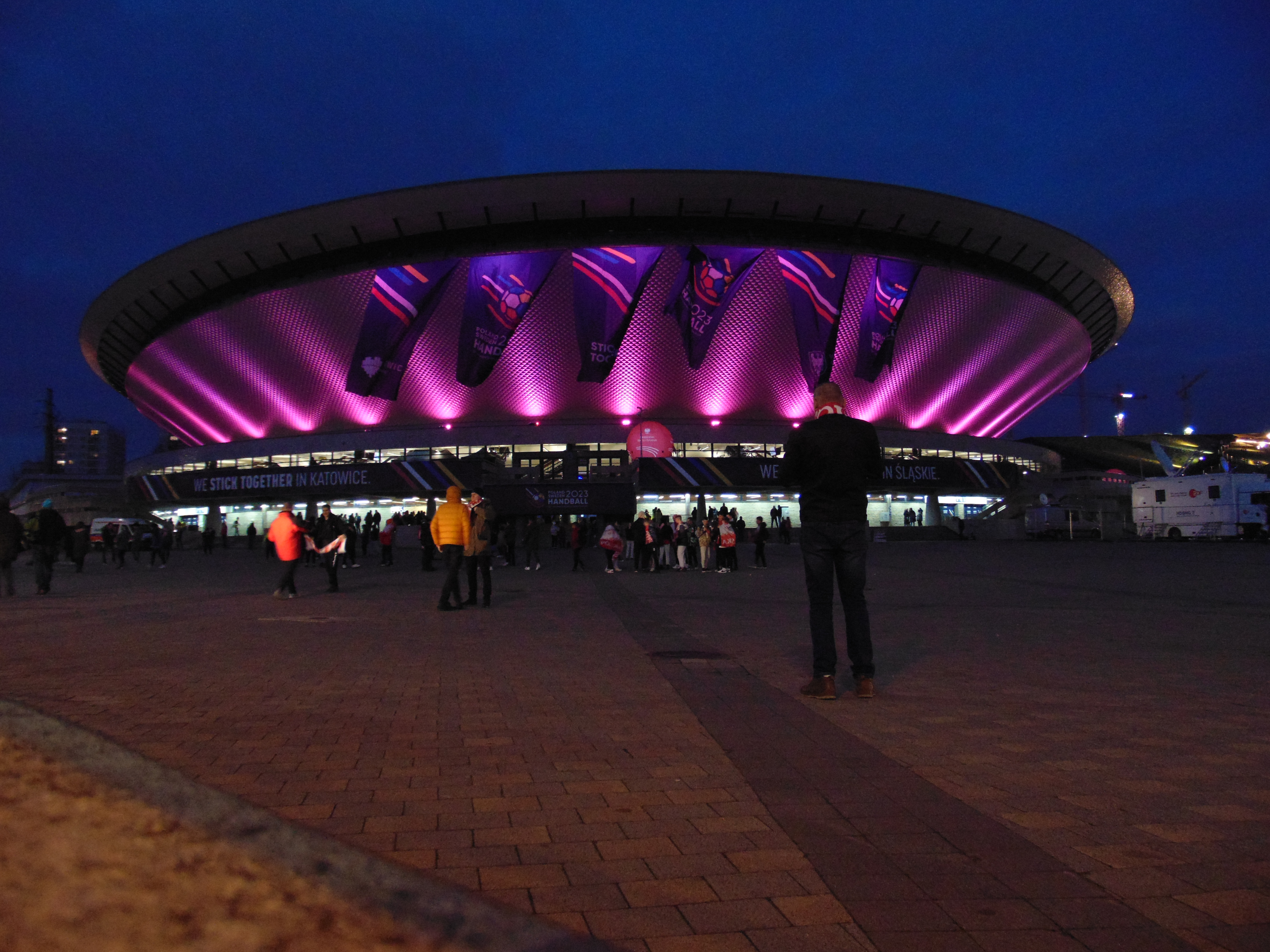
Spodek w Katowicach

| Sztokholm         | Göteborg                                                              | Malmö               |
| ----------------- | --------------------------------------------------------------------- | ------------------- |
| Tele2 Arena       | Scandinavium                                                          | Malmö Arena         |
| Pojemność: 35 000 | Pojemność: 12 312                                                     | Pojemność: 12 600   |
|                   |                                                                       |                     |
| Jönköping         | SztokholmMalmöGöteborgJönköpingKristianstad GdańskKatowiceKrakówPłock | Kristianstad        |
| Husqvarna Garden  | SztokholmMalmöGöteborgJönköpingKristianstad GdańskKatowiceKrakówPłock | Kristianstad Arena  |
| Pojemność: 7000   | SztokholmMalmöGöteborgJönköpingKristianstad GdańskKatowiceKrakówPłock | Pojemność: 5300     |
|                   | SztokholmMalmöGöteborgJönköpingKristianstad GdańskKatowiceKrakówPłock |                     |
| Gdańsk            | SztokholmMalmöGöteborgJönköpingKristianstad GdańskKatowiceKrakówPłock | Katowice            |
| Ergo Arena        | SztokholmMalmöGöteborgJönköpingKristianstad GdańskKatowiceKrakówPłock | Spodek              |
| Pojemność: 11 409 | SztokholmMalmöGöteborgJönköpingKristianstad GdańskKatowiceKrakówPłock | Pojemność: 13 752   |
|                   | SztokholmMalmöGöteborgJönköpingKristianstad GdańskKatowiceKrakówPłock |                     |
| Płock             | SztokholmMalmöGöteborgJönköpingKristianstad GdańskKatowiceKrakówPłock | Kraków              |
| Orlen Arena       | SztokholmMalmöGöteborgJönköpingKristianstad GdańskKatowiceKrakówPłock | Tauron Arena Kraków |
| Pojemność: 5492   | SztokholmMalmöGöteborgJönköpingKristianstad GdańskKatowiceKrakówPłock | Pojemność: 15 030   |
|                   | SztokholmMalmöGöteborgJönköpingKristianstad GdańskKatowiceKrakówPłock |                     |

## Drużyny
| Reprezentacja                 | Podstawa kwalifikacji                             | Data kwalifikacji | Liczba udziałów w MŚ |
| ----------------------------- | ------------------------------------------------- | ----------------- | -------------------- |
| Polska                        | Gospodarz                                         | 6 listopada 2015  | 16                   |
| Szwecja                       | Gospodarz                                         | 6 listopada 2015  | 25                   |
| Dania                         | Mistrz świata 2021                                | 31 stycznia 2021  | 24                   |
| Bahrajn                       | Mistrzostwa Azji 2022                             | 24 stycznia 2022  | 4                    |
| Iran                          | Mistrzostwa Azji 2022                             | 24 stycznia 2022  | 1                    |
| Korea Południowa              | Mistrzostwa Azji 2022                             | 30 stycznia 2022  | 13                   |
| Katar                         | Mistrzostwa Azji 2022                             | 24 stycznia 2022  | 8                    |
| Arabia Saudyjska              | Mistrzostwa Azji 2022                             | 26 stycznia 2022  | 9                    |
| Hiszpania                     | Mistrzostwa Europy 2022                           | 25 stycznia 2022  | 21                   |
| Francja                       | Mistrzostwa Europy 2022                           | 26 stycznia 2022  | 23                   |
| Norwegia                      | Mistrzostwa Europy 2022                           | 28 stycznia 2022  | 16                   |
| Argentyna                     | Mistrzostwa Ameryki Południowej i Centralnej 2022 | 26 stycznia 2022  | 13                   |
| Brazylia                      | Mistrzostwa Ameryki Południowej i Centralnej 2022 | 26 stycznia 2022  | 15                   |
| Chile                         | Mistrzostwa Ameryki Południowej i Centralnej 2022 | 26 stycznia 2022  | 6                    |
| Urugwaj                       | Mistrzostwa Ameryki Południowej i Centralnej 2022 | 26 stycznia 2022  | 1                    |
| Belgia                        | Europejski play-off                               | 19 marca 2022     | 0                    |
| Chorwacja                     | Europejski play-off                               | 16 kwietnia 2022  | 14                   |
| Niemcy                        | Europejski play-off                               | 16 kwietnia 2022  | 26                   |
| Węgry                         | Europejski play-off                               | 16 kwietnia 2022  | 21                   |
| Islandia                      | Europejski play-off                               | 16 kwietnia 2022  | 21                   |
| Macedonia Północna            | Europejski play-off                               | 17 kwietnia 2022  | 8                    |
| Czarnogóra                    | Europejski play-off                               | 17 kwietnia 2022  | 1                    |
| Portugalia                    | Europejski play-off                               | 17 kwietnia 2022  | 4                    |
| Serbia                        | Europejski play-off                               | 16 kwietnia 2022  | 4                    |
| Holandia                      | „Dzika karta od IHF”                              | 28 czerwca 2022   | 1                    |
| Słowenia                      | „Dzika karta od IHF”                              | 28 czerwca 2022   | 9                    |
| Stany Zjednoczone             | Mistrzostwa Ameryki Północnej i Karaibów 2022     | 30 czerwca 2022   | 6                    |
| Egipt                         | Mistrzostwa Afryki 2022                           | 15 lipca 2022     | 16                   |
| Republika Zielonego Przylądka | Mistrzostwa Afryki 2022                           | 15 lipca 2022     | 1                    |
| Maroko                        | Mistrzostwa Afryki 2022                           | 15 lipca 2022     | 7                    |
| Tunezja                       | Mistrzostwa Afryki 2022                           | 15 lipca 2022     | 15                   |
| Algieria                      | Mistrzostwa Afryki 2022                           | 18 lipca 2022     | 15                   |

## Losowanie grup
Losowanie grup odbyło się 2 lipca 2022 roku w pobliżu siedziby Narodowej Orkiestry Symfonicznej Polskiego Radia w Katowicach.
| Koszyk 1                                                       | Koszyk 2                                                                        | Koszyk 3                                                                                   | Koszyk 4                                                                           |
| -------------------------------------------------------------- | ------------------------------------------------------------------------------- | ------------------------------------------------------------------------------------------ | ---------------------------------------------------------------------------------- |
| Dania Szwecja Hiszpania Francja Norwegia Islandia Niemcy Egipt | Katar Chorwacja Belgia Brazylia Portugalia Polska Czarnogóra Macedonia Północna | Serbia Węgry Argentyna Bahrajn Arabia Saudyjska Republika Zielonego Przylądka Chile Maroko | Urugwaj Tunezja Algieria Iran Korea Południowa Stany Zjednoczone Holandia Słowenia |

| Grupa A                         | Grupa B                                  | Grupa C                                                | Grupa D                                    | Grupa E                      | Grupa F                                        | Grupa G                                  | Grupa H                      |
| ------------------------------- | ---------------------------------------- | ------------------------------------------------------ | ------------------------------------------ | ---------------------------- | ---------------------------------------------- | ---------------------------------------- | ---------------------------- |
| Hiszpania Czarnogóra Chile Iran | Francja Polska Arabia Saudyjska Słowenia | Szwecja Brazylia Republika Zielonego Przylądka Urugwaj | Islandia Portugalia Węgry Korea Południowa | Niemcy Katar Serbia Algieria | Norwegia Macedonia Północna Argentyna Holandia | Egipt Chorwacja Maroko Stany Zjednoczone | Dania Belgia Bahrajn Tunezja |

## Sędziowie
Spotkania Mistrzostw Świata 2023 poprowadzi 25 par sędziowskich.
| Państwo              | Sędziowie                               |
| -------------------- | --------------------------------------- |
| Algieria             | Youcef Belkhiri Sid Ali Hamidi          |
| Argentyna            | Julian Grillo Sebastián Lenci           |
| Argentyna            | María Paolantoni Mariana García         |
| Bośnia i Hercegowina | Amar Konjičanin Dino Konjičanin         |
| Chorwacja            | Matija Gubica Boris Milošević           |
| Czarnogóra           | Ivan Pavićević Miloš Ražnatović         |
| Czechy               | Václav Horáček Jiří Novotný             |
| Dania                | Mads Hansen Jesper Madsen               |
| Egipt                | Alaa Emam Hossam Hedaia                 |
| Francja              | Charlotte Bonaventura Julie Bonaventura |
| Francja              | Karim Gasmi Raouf Gasmi                 |
| Hiszpania            | Ignacio García Andreu Marín             |
| Korea Południowa     | Koo Bon-ok Lee Se-ok                    |
| Litwa                | Mindaugas Gatelis Vaidas Mažeika        |
| Macedonia Północna   | Ǵorgi Naczewski Sławe Nikołow           |
| Niemcy               | Robert Schulze Tobias Tönnies           |
| Niemcy               | Maike Merz Tanja Kuttler                |
| Norwegia             | Håvard Kleven Lars Jørum                |
| Portugalia           | Duarte Santos Ricardo Fonseca           |
| Serbia               | Marko Sekulić Vladimir Jovandić         |
| Słowenia             | Bojan Lah David Sok                     |
| Szwecja              | Mirza Kurtagic Mattias Wetterwik        |
| Szwajcaria           | Arthur Brunner Morad Salah              |
| Turcja               | Kürşad Erdoğan Ibrahim Özdeniz          |
| Węgry                | Ádám Bíró Olivér Kiss                   |

## Prawa transmisyjne
W Polsce wszystkie 112 meczów turnieju można było oglądać za pośrednictwem platformy streamingowej Viaplay Polska. Ponadto spotkania reprezentacji Polski, obydwa mecze półfinałowe, spotkanie o 3. miejsce i finał były również transmitowane na antenie TVP Sport (10 meczów w ogólnodostępnym, bezpłatnym kanale).

## Kontrowersje
Wielu eksperów zauważyło, że stosunkowo niska frekwencja kibiców w halach podczas meczów mistrzostw świata rozgrywanych na terenie Polski to efekt słabej ich promocji przez Związek Piłki Ręcznej w Polsce. Nawet spotkania "biało-czerwonych" nie były w stanie zgromadzić kompletu publiczności na trybunach. W Polsce turniej transmitowany był w płatnym streamingu, a jedynie pojedynki kadry Patryka Rombla oraz półfinały i mecze o medale były nadawane w ogólnokrajowej, bezpłatnej telewizji. Kiepskie wyniki reprezentacji Polski przed oraz w trakcie imprezy, a także słabe zainteresowanie medialne to kolejne powody takiego stanu. Podczas meczu Polski ze Słowenią, kibice masowo opuszczali katowicki spodek jeszcze w trakcie jego trwania. Był to efekt słabej postawy Polaków, którzy ostatecznie przegrali 23:32. Znacznie lepsza frekwencja notowana była podczas spotkań odbywających się w Szwecji. Potyczki m.in. z udziałem drugiego gospodarza, czy Danii cieszyły się tam ogromnym zainteresowaniem i każdy pojedynek tych drużyn obserwowały komplety publiczności. Ostatecznie Polska w fazie wstępnej wygrała jeden mecz (z Arabią Saudyjską, która zajęła ostatnie miejsce w grupie B), przegrywając dwa. W fazie zasadniczej natomiast zwyciężyła w dwóch spotkaniach (z Czarnogórą i Iranem, które zajęły dwa ostatnie miejsca w grupie 1), przegrywając jedno, co nie dało "biało-czerwonym" awansu do ćwierćfinału.

## Faza wstępna

### Grupa A
| 12 stycznia 202318:00 | Chile              | 24:25(11:13) | Iran                  | Tauron Arena Kraków, Kraków Widzów: 1007 Sędzia: Amar Konjičanin, Dino Konjičanin |
| 12 stycznia 202318:00 | Erwin Feuchtmann 6 | 24:25(11:13) | 7 Mohammad Reza Oraei | Tauron Arena Kraków, Kraków Widzów: 1007 Sędzia: Amar Konjičanin, Dino Konjičanin |
| 12 stycznia 202318:00 | 2×                 | 24:25(11:13) | 8× · 2× · 1×          | Tauron Arena Kraków, Kraków Widzów: 1007 Sędzia: Amar Konjičanin, Dino Konjičanin |

| 12 stycznia 202320:30 | Hiszpania          | 30:25(15:12) | Czarnogóra       | Tauron Arena Kraków, Kraków Widzów: 1808 Sędzia: Arthur Brunner, Morad Salah |
| 12 stycznia 202320:30 | Kauldi Odriozola 6 | 30:25(15:12) | 7 Branko Vujović | Tauron Arena Kraków, Kraków Widzów: 1808 Sędzia: Arthur Brunner, Morad Salah |
| 12 stycznia 202320:30 | 4×                 | 30:25(15:12) | 6×               | Tauron Arena Kraków, Kraków Widzów: 1808 Sędzia: Arthur Brunner, Morad Salah |

| 14 stycznia 202318:00 | Czarnogóra       | 34:31(19:16) | Iran             | Tauron Arena Kraków, Kraków Widzów: 2600 Sędzia: Duarte Santos, Ricardo Fonseca |
| 14 stycznia 202318:00 | Radojica Cepic 1 | 34:31(19:16) | Milad Ghalandari | Tauron Arena Kraków, Kraków Widzów: 2600 Sędzia: Duarte Santos, Ricardo Fonseca |
| 14 stycznia 202318:00 | 2×               | 34:31(19:16) | 4× · 1×          | Tauron Arena Kraków, Kraków Widzów: 2600 Sędzia: Duarte Santos, Ricardo Fonseca |

| 14 stycznia 202320:30 | Hiszpania         | 34:26(18:15) | Chile              | Tauron Arena Kraków, Kraków Widzów: 3150 Sędzia: Alaa Emam, Hossam Hedaia |
| 14 stycznia 202320:30 | Alex Dujshebaev 6 | 34:26(18:15) | 8 Erwin Feuchtmann | Tauron Arena Kraków, Kraków Widzów: 3150 Sędzia: Alaa Emam, Hossam Hedaia |
| 14 stycznia 202320:30 | 3×                | 34:26(18:15) | 4× · 3×            | Tauron Arena Kraków, Kraków Widzów: 3150 Sędzia: Alaa Emam, Hossam Hedaia |

| 16 stycznia 202318:00 | Czarnogóra       | 35:33(20:18) | Chile              | Tauron Arena Kraków, Kraków Widzów: 1100 Sędzia: Kürşad Erdoğan, Ibrahim Özdeniz |
| 16 stycznia 202318:00 | Miloš Vujović 12 | 35:33(20:18) | 9 Erwin Feuchtmann | Tauron Arena Kraków, Kraków Widzów: 1100 Sędzia: Kürşad Erdoğan, Ibrahim Özdeniz |
| 16 stycznia 202318:00 | 6× · 2× · 1×     | 35:33(20:18) | 1× · 1×            | Tauron Arena Kraków, Kraków Widzów: 1100 Sędzia: Kürşad Erdoğan, Ibrahim Özdeniz |

| 16 stycznia 202320:30 | Iran                       | 22:35(11:21) | Hiszpania                       | Tauron Arena Kraków, Kraków Widzów: 1403 Sędzia: Koo Bon-ok, Lee Se-ok |
| 16 stycznia 202320:30 | trzech piłkarzy ręcznych 4 | 22:35(11:21) | 6 Alex Dujshebaev 6 Ferran Solé | Tauron Arena Kraków, Kraków Widzów: 1403 Sędzia: Koo Bon-ok, Lee Se-ok |
| 16 stycznia 202320:30 | 4× · 1×                    | 22:35(11:21) | 2×                              | Tauron Arena Kraków, Kraków Widzów: 1403 Sędzia: Koo Bon-ok, Lee Se-ok |

### Grupa B
| 11 stycznia 202321:00 | Francja       | 26:24(14:13) | Polska         | Spodek, Katowice Widzów: 9999 Sędzia: Mirza Kurtagic, Mattias Wetterwik |
| 11 stycznia 202321:00 | Kentin Mahé 5 | 26:24(14:13) | 7 Szymon Sićko | Spodek, Katowice Widzów: 9999 Sędzia: Mirza Kurtagic, Mattias Wetterwik |
| 11 stycznia 202321:00 | 4× · 1×       | 26:24(14:13) | 2× · 1×        | Spodek, Katowice Widzów: 9999 Sędzia: Mirza Kurtagic, Mattias Wetterwik |

| 12 stycznia 202320:30 | Arabia Saudyjska         | 19:33(8:16) | Słowenia    | Spodek, Katowice Widzów: 1371 Sędzia: Kürşad Erdoğan, Ibrahim Özdeniz |
| 12 stycznia 202320:30 | Abdulrahman Almuwallad 4 | 19:33(8:16) | 6 Blaž Janc | Spodek, Katowice Widzów: 1371 Sędzia: Kürşad Erdoğan, Ibrahim Özdeniz |
| 12 stycznia 202320:30 | 4× · 1×                  | 19:33(8:16) | 4×          | Spodek, Katowice Widzów: 1371 Sędzia: Kürşad Erdoğan, Ibrahim Özdeniz |

| 14 stycznia 202318:00 | Francja       | 41:23(24:14) | Arabia Saudyjska                     | Spodek, Katowice Widzów: 6200 Sędzia: Koo Bon-ok, Lee Se-ok |
| 14 stycznia 202318:00 | Yanis Lenne 8 | 41:23(24:14) | 5 Abdullah Al-Abbas 5 Mahdi Al-Salem | Spodek, Katowice Widzów: 6200 Sędzia: Koo Bon-ok, Lee Se-ok |
| 14 stycznia 202318:00 | 1×            | 41:23(24:14) | 3× · 1× · 1×                         | Spodek, Katowice Widzów: 6200 Sędzia: Koo Bon-ok, Lee Se-ok |

| 14 stycznia 202320:30 | Polska             | 23:32(11:17) | Słowenia       | Spodek, Katowice Widzów: 9999 Sędzia: Václav Horáček, Jiři Novotný |
| 14 stycznia 202320:30 | Arkadiusz Moryto 6 | 23:32(11:17) | 7 Jure Dolenec | Spodek, Katowice Widzów: 9999 Sędzia: Václav Horáček, Jiři Novotný |
| 14 stycznia 202320:30 | 5×                 | 23:32(11:17) | 6×             | Spodek, Katowice Widzów: 9999 Sędzia: Václav Horáček, Jiři Novotný |

| 16 stycznia 202318:00 | Słowenia     | 31:35(14:16) | Francja                      | Spodek, Katowice Widzów: 6400 Sędzia: Arthur Brunner, Morad Salah |
| 16 stycznia 202318:00 | Aleks Vlah 9 | 31:35(14:16) | 7 Kentin Mahé 7 Nedim Remili | Spodek, Katowice Widzów: 6400 Sędzia: Arthur Brunner, Morad Salah |
| 16 stycznia 202318:00 | 3× · 1×      | 31:35(14:16) | 6×                           | Spodek, Katowice Widzów: 6400 Sędzia: Arthur Brunner, Morad Salah |

| 16 stycznia 202320:30 | Polska             | 27:24(13:12) | Arabia Saudyjska    | Spodek, Katowice Widzów: 9999 Sędzia: Duarte Santos, Ricardo Fonseca |
| 16 stycznia 202320:30 | Arkadiusz Moryto 9 | 27:24(13:12) | 5 Abdullah Al-Abbas | Spodek, Katowice Widzów: 9999 Sędzia: Duarte Santos, Ricardo Fonseca |
| 16 stycznia 202320:30 | 7×                 | 27:24(13:12) | 1× · 1×             | Spodek, Katowice Widzów: 9999 Sędzia: Duarte Santos, Ricardo Fonseca |

### Grupa C
| 12 stycznia 202318:00 | Republika Zielonego Przylądka | 33:25(17:11) | Urugwaj                               | Scandinavium, Göteborg Widzów: 6312 Sędzia: Maike Merz, Tanja Kuttler |
| 12 stycznia 202318:00 | Gualther Furtado 6            | 33:25(17:11) | 5 Federico Rubbo 5 Cristhian Rostagno | Scandinavium, Göteborg Widzów: 6312 Sędzia: Maike Merz, Tanja Kuttler |
| 12 stycznia 202318:00 | 2×                            | 33:25(17:11) | 1×                                    | Scandinavium, Göteborg Widzów: 6312 Sędzia: Maike Merz, Tanja Kuttler |

| 12 stycznia 202320:30 | Szwecja            | 26:18(11:9) | Brazylia            | Scandinavium, Göteborg Widzów: 11 627 Sędzia: Bojan Lah, David Sok |
| 12 stycznia 202320:30 | Jim Gottfridsson 6 | 26:18(11:9) | 4 Gustavo Rodrigues | Scandinavium, Göteborg Widzów: 11 627 Sędzia: Bojan Lah, David Sok |
| 12 stycznia 202320:30 | 3×                 | 26:18(11:9) | 4× · 2×             | Scandinavium, Göteborg Widzów: 11 627 Sędzia: Bojan Lah, David Sok |

| 14 stycznia 202318:00 | Brazylia            | 35:24(19:10) | Urugwaj            | Scandinavium, Göteborg Widzów: 7697 Sędzia: Marko Sekulić, Vladimir Jovandić |
| 14 stycznia 202318:00 | Rudolph Hackbarth 7 | 35:24(19:10) | 5 Giovanni Capello | Scandinavium, Göteborg Widzów: 7697 Sędzia: Marko Sekulić, Vladimir Jovandić |
| 14 stycznia 202318:00 | 4× · 1×             | 35:24(19:10) | 1× · 1×            | Scandinavium, Göteborg Widzów: 7697 Sędzia: Marko Sekulić, Vladimir Jovandić |

| 14 stycznia 202320:30 | Szwecja                            | 34:27(19:8) | Republika Zielonego Przylądka      | Scandinavium, Göteborg Widzów: 11750 Sędzia: Karim Gasmi, Raouf Gasmi |
| 14 stycznia 202320:30 | Daniel Pettersson 5 Hampus Wanne 5 | 34:27(19:8) | 6 Felisberto Landim 6 Paulo Moreno | Scandinavium, Göteborg Widzów: 11750 Sędzia: Karim Gasmi, Raouf Gasmi |
| 14 stycznia 202320:30 | 1×                                 | 34:27(19:8) | 5×                                 | Scandinavium, Göteborg Widzów: 11750 Sędzia: Karim Gasmi, Raouf Gasmi |

| 16 stycznia 202318:00 | Brazylia             | 30:28(17:15) | Republika Zielonego Przylądka | Scandinavium, Göteborg Widzów: 5191 Sędzia: Youcef Belkhiri, Sid Ali Hamidi |
| 16 stycznia 202318:00 | Jean-Pierre Dupoux 7 | 30:28(17:15) | 7 Paulo Moreno                | Scandinavium, Göteborg Widzów: 5191 Sędzia: Youcef Belkhiri, Sid Ali Hamidi |
| 16 stycznia 202318:00 | 2×                   | 30:28(17:15) | 4×                            | Scandinavium, Göteborg Widzów: 5191 Sędzia: Youcef Belkhiri, Sid Ali Hamidi |

| 16 stycznia 202320:30 | Urugwaj                 | 12:47(8:25) | Szwecja           | Scandinavium, Göteborg Widzów: 9051 Sędzia: Håvard Kleven, Lars Jørum |
| 16 stycznia 202320:30 | Maximiliano De Agrela 5 | 12:47(8:25) | 11 Eric Johansson | Scandinavium, Göteborg Widzów: 9051 Sędzia: Håvard Kleven, Lars Jørum |
| 16 stycznia 202320:30 | 3×                      | 12:47(8:25) | 3×                | Scandinavium, Göteborg Widzów: 9051 Sędzia: Håvard Kleven, Lars Jørum |

### Grupa D
| 12 stycznia 202318:00 | Węgry        | 35:27(21:11) | Korea Południowa           | Kristianstad Arena, Kristianstad Widzów: 2738 Sędzia: Youcef Belkhiri, Sid Ali Hamidi |
| 12 stycznia 202318:00 | Máté Lékai 7 | 35:27(21:11) | 5 trzech piłkarzy ręcznych | Kristianstad Arena, Kristianstad Widzów: 2738 Sędzia: Youcef Belkhiri, Sid Ali Hamidi |
| 12 stycznia 202318:00 | 8× · 1× · 1× | 35:27(21:11) | 3× · 2×                    | Kristianstad Arena, Kristianstad Widzów: 2738 Sędzia: Youcef Belkhiri, Sid Ali Hamidi |

| 12 stycznia 202320:30 | Islandia             | 30:26(15:15) | Portugalia      | Kristianstad Arena, Kristianstad Widzów: 2738 Sędzia: Robert Schulze, Tobias Tönnies |
| 12 stycznia 202320:30 | Bjarki Már Elísson 9 | 30:26(15:15) | 8 Pedro Portela | Kristianstad Arena, Kristianstad Widzów: 2738 Sędzia: Robert Schulze, Tobias Tönnies |
| 12 stycznia 202320:30 | 3× · 1×              | 30:26(15:15) | 5× · 1× · 1×    | Kristianstad Arena, Kristianstad Widzów: 2738 Sędzia: Robert Schulze, Tobias Tönnies |

| 14 stycznia 202318:00 | Portugalia    | 32:24(15:12) | Korea Południowa | Kristianstad Arena, Kristianstad Widzów: 4615 Sędzia: Ivan Pavićević, Miloš Ražnatović |
| 14 stycznia 202318:00 | André Gomes 7 | 32:24(15:12) | 4 Lee Hyeon-sik  | Kristianstad Arena, Kristianstad Widzów: 4615 Sędzia: Ivan Pavićević, Miloš Ražnatović |
| 14 stycznia 202318:00 | 5×            | 32:24(15:12) | 3×               | Kristianstad Arena, Kristianstad Widzów: 4615 Sędzia: Ivan Pavićević, Miloš Ražnatović |

| 14 stycznia 202320:30 | Islandia             | 28:30(17:12) | Węgry          | Kristianstad Arena, Kristianstad Widzów: 4615 Sędzia: Charlotte Bonaventura, Julie Bonaventura |
| 14 stycznia 202320:30 | Bjarki Már Elísson 9 | 28:30(17:12) | 6 Gábor Ancsin | Kristianstad Arena, Kristianstad Widzów: 4615 Sędzia: Charlotte Bonaventura, Julie Bonaventura |
| 14 stycznia 202320:30 | 3×                   | 28:30(17:12) | 5× · 1×        | Kristianstad Arena, Kristianstad Widzów: 4615 Sędzia: Charlotte Bonaventura, Julie Bonaventura |

| 16 stycznia 202318:00 | Korea Południowa              | 25:38(13:19) | Islandia                 | Kristianstad Arena, Kristianstad Widzów: 3608 Sędzia: Maike Merz, Tanja Kuttler |
| 16 stycznia 202318:00 | Kang Jeon-gu 4 Kim Yeon-bin 4 | 25:38(13:19) | 11 Óðinn Þór Ríkharðsson | Kristianstad Arena, Kristianstad Widzów: 3608 Sędzia: Maike Merz, Tanja Kuttler |
| 16 stycznia 202318:00 | 4×                            | 25:38(13:19) | 4× · 1×                  | Kristianstad Arena, Kristianstad Widzów: 3608 Sędzia: Maike Merz, Tanja Kuttler |

| 16 stycznia 202320:30 | Portugalia        | 27:20(16:9) | Węgry          | Kristianstad Arena, Kristianstad Widzów: 3608 Sędzia: Gjorgji Nachevski, Slave Nikolov |
| 16 stycznia 202320:30 | Francisco Costa 6 | 27:20(16:9) | 5 Richárd Bodó | Kristianstad Arena, Kristianstad Widzów: 3608 Sędzia: Gjorgji Nachevski, Slave Nikolov |
| 16 stycznia 202320:30 | 2× · 1×           | 27:20(16:9) | 3× · 1×        | Kristianstad Arena, Kristianstad Widzów: 3608 Sędzia: Gjorgji Nachevski, Slave Nikolov |

### Grupa E
| 13 stycznia 202318:00 | Niemcy       | 31:27(18:13) | Katar           | Spodek, Katowice Widzów: 3500 Sędzia: Matija Gubica, Boris Milošević |
| 13 stycznia 202318:00 | Juri Knorr 8 | 31:27(18:13) | 5 Rafael Capote | Spodek, Katowice Widzów: 3500 Sędzia: Matija Gubica, Boris Milošević |
| 13 stycznia 202318:00 | 1× · 1×      | 31:27(18:13) | 4×              | Spodek, Katowice Widzów: 3500 Sędzia: Matija Gubica, Boris Milošević |

| 13 stycznia 202320:30 | Serbia             | 36:27(16:13) | Algieria    | Spodek, Katowice Widzów: 3500 Sędzia: Mindaugas Gatelis, Vaidas Mažeika |
| 13 stycznia 202320:30 | Mijajlo Marsenić 9 | 36:27(16:13) | 5 Réda Arib | Spodek, Katowice Widzów: 3500 Sędzia: Mindaugas Gatelis, Vaidas Mažeika |
| 13 stycznia 202320:30 | 4×                 | 36:27(16:13) | 4× · 1×     | Spodek, Katowice Widzów: 3500 Sędzia: Mindaugas Gatelis, Vaidas Mažeika |

| 15 stycznia 202318:00 | Niemcy          | 34:33(19:17) | Serbia        | Spodek, Katowice Widzów: 4600 Sędzia: Mads Hansen, Jesper Madsen |
| 15 stycznia 202318:00 | Lukas Mertens 7 | 34:33(19:17) | 7 Lazar Kukić | Spodek, Katowice Widzów: 4600 Sędzia: Mads Hansen, Jesper Madsen |
| 15 stycznia 202318:00 | 5× · 1×         | 34:33(19:17) | 2× · 1×       | Spodek, Katowice Widzów: 4600 Sędzia: Mads Hansen, Jesper Madsen |

| 15 stycznia 202320:30 | Katar                          | 29:24(16:11) | Algieria                    | Spodek, Katowice Widzów: 3200 Sędzia: Alaa Emam, Hossam Hedaia |
| 15 stycznia 202320:30 | Jovan Gačević 7 Ahmad Madadi 7 | 29:24(16:11) | 5 Ayoub Abdi 5 Hichem Daoud | Spodek, Katowice Widzów: 3200 Sędzia: Alaa Emam, Hossam Hedaia |
| 15 stycznia 202320:30 | 4× · 2×                        | 29:24(16:11) | 3×                          | Spodek, Katowice Widzów: 3200 Sędzia: Alaa Emam, Hossam Hedaia |

| 17 stycznia 202318:00 | Algieria     | 21:37(9:16) | Niemcy               | Spodek, Katowice Widzów: 2350 Sędzia: Ádám Bíró, Olivér Kiss |
| 17 stycznia 202318:00 | Ayoud Abdi 5 | 21:37(9:16) | 10 Jannik Kohlbacher | Spodek, Katowice Widzów: 2350 Sędzia: Ádám Bíró, Olivér Kiss |
| 17 stycznia 202318:00 | 2× · 1× · 1× | 21:37(9:16) | 1×                   | Spodek, Katowice Widzów: 2350 Sędzia: Ádám Bíró, Olivér Kiss |

| 17 stycznia 202320:30 | Katar                      | 24:34(14:17) | Serbia               | Spodek, Katowice Widzów: 1800 Sędzia: Václav Horáček, Jiři Novotný |
| 17 stycznia 202320:30 | trzech piłkarzy ręcznych 5 | 24:34(14:17) | 7 Bogdan Radivojević | Spodek, Katowice Widzów: 1800 Sędzia: Václav Horáček, Jiři Novotný |
| 17 stycznia 202320:30 | 3×                         | 24:34(14:17) | 4× · 2×              | Spodek, Katowice Widzów: 1800 Sędzia: Václav Horáček, Jiři Novotný |

### Grupa F
| 13 stycznia 202318:00 | Argentyna                      | 19:29(11:14) | Holandia    | Tauron Arena Kraków, Kraków Widzów: 2418 Sędzia: Mads Hansen, Jesper Madsen |
| 13 stycznia 202318:00 | James Parker 5 Pablo Simonet 5 | 19:29(11:14) | 7 Kay Smits | Tauron Arena Kraków, Kraków Widzów: 2418 Sędzia: Mads Hansen, Jesper Madsen |
| 13 stycznia 202318:00 | 3×                             | 19:29(11:14) | 3× · 1×     | Tauron Arena Kraków, Kraków Widzów: 2418 Sędzia: Mads Hansen, Jesper Madsen |

| 13 stycznia 202320:30 | Norwegia                      | 39:27(18:11) | Macedonia Północna | Tauron Arena Kraków, Kraków Widzów: 4048 Sędzia: Ádám Bíró, Olivér Kiss |
| 13 stycznia 202320:30 | Magnus Rød 6 Sander Sagosen 6 | 39:27(18:11) | 7 Filip Taleski    | Tauron Arena Kraków, Kraków Widzów: 4048 Sędzia: Ádám Bíró, Olivér Kiss |
| 13 stycznia 202320:30 | 2× · 1×                       | 39:27(18:11) | 3× · 1×            | Tauron Arena Kraków, Kraków Widzów: 4048 Sędzia: Ádám Bíró, Olivér Kiss |

| 15 stycznia 202318:00 | Macedonia Północna                    | 24:34(11:18) | Holandia     | Tauron Arena Kraków, Kraków Widzów: 3300 Sędzia: Mirza Kurtagic, Mattias Wetterwik |
| 15 stycznia 202318:00 | Filip Kuzmanowski 4 Żarko Peszewski 4 | 24:34(11:18) | 10 Kay Smits | Tauron Arena Kraków, Kraków Widzów: 3300 Sędzia: Mirza Kurtagic, Mattias Wetterwik |
| 15 stycznia 202318:00 | 2× · 2×                               | 24:34(11:18) | 5× · 1×      | Tauron Arena Kraków, Kraków Widzów: 3300 Sędzia: Mirza Kurtagic, Mattias Wetterwik |

| 15 stycznia 202320:30 | Norwegia                   | 32:21(16:12) | Argentyna       | Tauron Arena Kraków, Kraków Widzów: 3750 Sędzia: Amar Konjičanin, Dino Konjičanin |
| 15 stycznia 202320:30 | trzech piłkarzy ręcznych 5 | 32:21(16:12) | 7 Diego Simonet | Tauron Arena Kraków, Kraków Widzów: 3750 Sędzia: Amar Konjičanin, Dino Konjičanin |
| 15 stycznia 202320:30 | 2×                         | 32:21(16:12) | 5×              | Tauron Arena Kraków, Kraków Widzów: 3750 Sędzia: Amar Konjičanin, Dino Konjičanin |

| 17 stycznia 202318:00 | Macedonia Północna | 26:35(11:18) | Argentyna       | Tauron Arena Kraków, Kraków Widzów: 2214 Sędzia: Mindaugas Gatelis, Vaidas Mažeika |
| 17 stycznia 202318:00 | Filip Taleski 5    | 26:35(11:18) | 8 Diego Simonet | Tauron Arena Kraków, Kraków Widzów: 2214 Sędzia: Mindaugas Gatelis, Vaidas Mažeika |
| 17 stycznia 202318:00 | 1× · 1×            | 26:35(11:18) | 2× · 1×         | Tauron Arena Kraków, Kraków Widzów: 2214 Sędzia: Mindaugas Gatelis, Vaidas Mažeika |

| 17 stycznia 202320:30 | Holandia    | 26:27(17:13) | Norwegia         | Tauron Arena Kraków, Kraków Widzów: 2750 Sędzia: Matija Gubica, Boris Milošević |
| 17 stycznia 202320:30 | Kay Smits 7 | 26:27(17:13) | 7 Sander Sagosen | Tauron Arena Kraków, Kraków Widzów: 2750 Sędzia: Matija Gubica, Boris Milošević |
| 17 stycznia 202320:30 | 3× · 1×     | 26:27(17:13) |                  | Tauron Arena Kraków, Kraków Widzów: 2750 Sędzia: Matija Gubica, Boris Milošević |

### Grupa G
| 13 stycznia 202318:00 | Maroko            | 27:28(12:12) | Stany Zjednoczone  | Husqvarna Garden, Jönköping Widzów: 4817 Sędzia: Håvard Kleven, Lars Jørum |
| 13 stycznia 202318:00 | Amine Harchaoui 5 | 27:28(12:12) | 6 Aboubakar Fofana | Husqvarna Garden, Jönköping Widzów: 4817 Sędzia: Håvard Kleven, Lars Jørum |
| 13 stycznia 202318:00 | 5× · 1×           | 27:28(12:12) | 5× · 1×            | Husqvarna Garden, Jönköping Widzów: 4817 Sędzia: Håvard Kleven, Lars Jørum |

| 13 stycznia 202320:30 | Egipt            | 31:22(16:12) | Chorwacja     | Husqvarna Garden, Jönköping Widzów: 5200 Sędzia: Ignacio García, Andreu Marín |
| 13 stycznia 202320:30 | Mohsen Mahmoud 7 | 31:22(16:12) | 5 Marin Šipić | Husqvarna Garden, Jönköping Widzów: 5200 Sędzia: Ignacio García, Andreu Marín |
| 13 stycznia 202320:30 | 2×               | 31:22(16:12) | 5× · 2×       | Husqvarna Garden, Jönköping Widzów: 5200 Sędzia: Ignacio García, Andreu Marín |

| 15 stycznia 202318:00 | Egipt           | 29:19(13:9) | Maroko       | Husqvarna Garden, Jönköping Widzów: 3304 Sędzia: Julian Grillo, Sebastián Lenci |
| 15 stycznia 202318:00 | Hassan Kaddah 7 | 29:19(13:9) | 5 Ryad Lakbi | Husqvarna Garden, Jönköping Widzów: 3304 Sędzia: Julian Grillo, Sebastián Lenci |
| 15 stycznia 202318:00 | 1× · 1×         | 29:19(13:9) | 4× · 1×      | Husqvarna Garden, Jönköping Widzów: 3304 Sędzia: Julian Grillo, Sebastián Lenci |

| 15 stycznia 202320:30 | Chorwacja      | 40:22(20:10) | Stany Zjednoczone | Husqvarna Garden, Jönköping Widzów: 3423 Sędzia: María Paolantoni, Mariana García |
| 15 stycznia 202320:30 | Igor Karačić 8 | 40:22(20:10) | 6 Gary Hines      | Husqvarna Garden, Jönköping Widzów: 3423 Sędzia: María Paolantoni, Mariana García |
| 15 stycznia 202320:30 | 2× · 1×        | 40:22(20:10) | 3×                | Husqvarna Garden, Jönköping Widzów: 3423 Sędzia: María Paolantoni, Mariana García |

| 17 stycznia 202318:00 | Stany Zjednoczone           | 16:35(7:19) | Egipt                        | Husqvarna Garden, Jönköping Widzów: 2603 Sędzia: Marko Sekulić, Vladimir Jovandić |
| 17 stycznia 202318:00 | Amar Amitović 4 Alex Chan 4 | 16:35(7:19) | 4 czterech piłkarzy ręcznych | Husqvarna Garden, Jönköping Widzów: 2603 Sędzia: Marko Sekulić, Vladimir Jovandić |
| 17 stycznia 202318:00 | 2× · 1×                     | 16:35(7:19) | 2×                           | Husqvarna Garden, Jönköping Widzów: 2603 Sędzia: Marko Sekulić, Vladimir Jovandić |

| 17 stycznia 202320:30 | Chorwacja      | 36:24(15:13) | Maroko                              | Husqvarna Garden, Jönköping Widzów: 2617 Sędzia: Charlotte Bonaventura, Julie Bonaventura |
| 17 stycznia 202320:30 | Luka Cindrić 9 | 36:24(15:13) | 5 Hicham El-Hakimy 5 Rezzouki Reida | Husqvarna Garden, Jönköping Widzów: 2617 Sędzia: Charlotte Bonaventura, Julie Bonaventura |
| 17 stycznia 202320:30 | 4× · 1×        | 36:24(15:13) | 4×                                  | Husqvarna Garden, Jönköping Widzów: 2617 Sędzia: Charlotte Bonaventura, Julie Bonaventura |

### Grupa H
| 13 stycznia 202318:00 | Bahrajn        | 27:27(16:15) | Tunezja      | Malmö Arena, Malmö Widzów: 8870 Sędzia: Ǵorgi Naczewski, Sławe Nikołow |
| 13 stycznia 202318:00 | Ahmed Jalal 10 | 27:27(16:15) | 8 Issam Rzig | Malmö Arena, Malmö Widzów: 8870 Sędzia: Ǵorgi Naczewski, Sławe Nikołow |
| 13 stycznia 202318:00 | 2× · 1×        | 27:27(16:15) | 3× · 1×      | Malmö Arena, Malmö Widzów: 8870 Sędzia: Ǵorgi Naczewski, Sławe Nikołow |

| 13 stycznia 202320:30 | Dania            | 43:28(22:15) | Belgia          | Malmö Arena, Malmö Widzów: 12 426 Sędzia: María Paolantoni, Mariana García |
| 13 stycznia 202320:30 | Mikkel Hansen 10 | 43:28(22:15) | 5 Pierre Brixhe | Malmö Arena, Malmö Widzów: 12 426 Sędzia: María Paolantoni, Mariana García |
| 13 stycznia 202320:30 | 2× · 1×          | 43:28(22:15) | 5×              | Malmö Arena, Malmö Widzów: 12 426 Sędzia: María Paolantoni, Mariana García |

| 15 stycznia 202318:00 | Belgia         | 31:29(17:16) | Tunezja            | Malmö Arena, Malmö Widzów: 1023 Sędzia: Ignacio García, Andreu Marín |
| 15 stycznia 202318:00 | Arber Qerimi 6 | 31:29(17:16) | 5 Noureddine Maoua | Malmö Arena, Malmö Widzów: 1023 Sędzia: Ignacio García, Andreu Marín |
| 15 stycznia 202318:00 | 6×             | 31:29(17:16) | 2× · 2× · 1×       | Malmö Arena, Malmö Widzów: 1023 Sędzia: Ignacio García, Andreu Marín |

| 15 stycznia 202320:30 | Dania            | 36:21(16:9) | Bahrajn     | Malmö Arena, Malmö Widzów: 10 566 Sędzia: Robert Schulze, Tobias Tönnies |
| 15 stycznia 202320:30 | Mathias Gidsel 9 | 36:21(16:9) | 5 Ali Merza | Malmö Arena, Malmö Widzów: 10 566 Sędzia: Robert Schulze, Tobias Tönnies |
| 15 stycznia 202320:30 | 2×               | 36:21(16:9) |             | Malmö Arena, Malmö Widzów: 10 566 Sędzia: Robert Schulze, Tobias Tönnies |

| 17 stycznia 202318:00 | Belgia            | 28:30(12:15) | Bahrajn     | Malmö Arena, Malmö Widzów: 9350 Sędzia: Julian Grillo, Sebastián Lenci |
| 17 stycznia 202318:00 | Raphaël Kotters 8 | 28:30(12:15) | 6 Ali Merza | Malmö Arena, Malmö Widzów: 9350 Sędzia: Julian Grillo, Sebastián Lenci |
| 17 stycznia 202318:00 | 3× · 1×           | 28:30(12:15) | 5×          | Malmö Arena, Malmö Widzów: 9350 Sędzia: Julian Grillo, Sebastián Lenci |

| 17 stycznia 202320:30 | Tunezja           | 21:34(14:19) | Dania            | Malmö Arena, Malmö Widzów: 10 143 Sędzia: Ivan Pavićević, Miloš Ražnatović |
| 17 stycznia 202320:30 | Mohamed Darmoul 6 | 21:34(14:19) | 8 Mathias Gidsel | Malmö Arena, Malmö Widzów: 10 143 Sędzia: Ivan Pavićević, Miloš Ražnatović |
| 17 stycznia 202320:30 | 3× · 1×           | 21:34(14:19) | 2×               | Malmö Arena, Malmö Widzów: 10 143 Sędzia: Ivan Pavićević, Miloš Ražnatović |

## Puchar PrezydentaIHF

### Grupa I
| 18 stycznia 202315:30 | Chile              | 26:23(12:13) | Arabia Saudyjska    | Orlen Arena, Płock Widzów: 600 Sędzia: Kürşad Erdoğan, Ibrahim Özdeniz |
| 18 stycznia 202315:30 | Erwin Feuchtmann 7 | 26:23(12:13) | 7 Ahmed Al-Abdulali | Orlen Arena, Płock Widzów: 600 Sędzia: Kürşad Erdoğan, Ibrahim Özdeniz |
| 18 stycznia 202315:30 | 3× · 1×            | 26:23(12:13) | 3× · 2× · 1×        | Orlen Arena, Płock Widzów: 600 Sędzia: Kürşad Erdoğan, Ibrahim Özdeniz |

| 18 stycznia 202318:00 | Urugwaj          | 30:37(15:23) | Korea Południowa            | Orlen Arena, Płock Widzów: 800 Sędzia: Alaa Emam, Hossam Hedaia |
| 18 stycznia 202318:00 | Federico Rubbo 8 | 30:37(15:23) | 6 Ha Tae-hyun 6 Jin Yu-sung | Orlen Arena, Płock Widzów: 800 Sędzia: Alaa Emam, Hossam Hedaia |
| 18 stycznia 202318:00 | 4× · 1×          | 30:37(15:23) | 4× · 2× · 1×                | Orlen Arena, Płock Widzów: 800 Sędzia: Alaa Emam, Hossam Hedaia |

| 20 stycznia 202315:30 | Chile              | 34:24(17:13) | Urugwaj          | Orlen Arena, Płock Widzów: 600 Sędzia: María Paolantoni, Mariana García |
| 20 stycznia 202315:30 | Erwin Feuchtmann 6 | 34:24(17:13) | 4 Federico Rubbo | Orlen Arena, Płock Widzów: 600 Sędzia: María Paolantoni, Mariana García |
| 20 stycznia 202315:30 | 3× · 1× · 1×       | 34:24(17:13) | 5× · 1×          | Orlen Arena, Płock Widzów: 600 Sędzia: María Paolantoni, Mariana García |

| 20 stycznia 202218:00 | Arabia Saudyjska                      | 23:34(12:17) | Korea Południowa  | Orlen Arena, Płock Widzów: 1200 Sędzia: Duarte Santos, Ricardo Fonseca |
| 20 stycznia 202218:00 | Abdullah Alabbas 4 Haidar Al-Hassan 4 | 23:34(12:17) | 11 Jang Dong-hyun | Orlen Arena, Płock Widzów: 1200 Sędzia: Duarte Santos, Ricardo Fonseca |
| 20 stycznia 202218:00 | 7× · 1× · 1×                          | 23:34(12:17) | 8×                | Orlen Arena, Płock Widzów: 1200 Sędzia: Duarte Santos, Ricardo Fonseca |

| 22 stycznia 202313:00 | Korea Południowa | 26:33(16:16) | Chile              | Orlen Arena, Płock Widzów: 650 Sędzia: Maike Merz, Tanja Kuttler |
| 22 stycznia 202313:00 | Kang Jeon-gu 6   | 26:33(16:16) | 9 Erwin Feuchtmann | Orlen Arena, Płock Widzów: 650 Sędzia: Maike Merz, Tanja Kuttler |
| 22 stycznia 202313:00 | 4× · 2× · 1×     | 26:33(16:16) | 6×                 | Orlen Arena, Płock Widzów: 650 Sędzia: Maike Merz, Tanja Kuttler |

| 22 stycznia 202215:30 | Arabia Saudyjska | 28:27(15:14) | Urugwaj           | Orlen Arena, Płock Widzów: 1250 Sędzia: Alaa Emam, Hossam Hedaia |
| 22 stycznia 202215:30 | Mahdi Alsalem 8  | 28:27(15:14) | 11 Federico Rubbo | Orlen Arena, Płock Widzów: 1250 Sędzia: Alaa Emam, Hossam Hedaia |
| 22 stycznia 202215:30 | 3× · 1×          | 28:27(15:14) | 5× · 1×           | Orlen Arena, Płock Widzów: 1250 Sędzia: Alaa Emam, Hossam Hedaia |

### Grupa II
| 19 stycznia 202315:30 | Algieria       | 25:40(11:19) | Macedonia Północna                 | Orlen Arena, Płock Widzów: 600 Sędzia: Koo Bon-ok, Lee Se-ok |
| 19 stycznia 202315:30 | Hichem Daoud 5 | 25:40(11:19) | 7 Dejan Manaskow 7 Żarko Peszewski | Orlen Arena, Płock Widzów: 600 Sędzia: Koo Bon-ok, Lee Se-ok |
| 19 stycznia 202315:30 | 4× · 1×        | 25:40(11:19) | 2×                                 | Orlen Arena, Płock Widzów: 600 Sędzia: Koo Bon-ok, Lee Se-ok |

| 19 stycznia 202318:00 | Maroko           | 25:30(13:13) | Tunezja      | Orlen Arena, Płock Widzów: 800 Sędzia: Duarte Santos, Ricardo Fonseca |
| 19 stycznia 202318:00 | Rezzouki Reida 9 | 25:30(13:13) | 8 Issam Rzig | Orlen Arena, Płock Widzów: 800 Sędzia: Duarte Santos, Ricardo Fonseca |
| 19 stycznia 202318:00 | 6× · 1×          | 25:30(13:13) | 6×           | Orlen Arena, Płock Widzów: 800 Sędzia: Duarte Santos, Ricardo Fonseca |

| 21 stycznia 202315:30 | Algieria     | 27:28(15:13) | Maroko            | Orlen Arena, Płock Widzów: 900 Sędzia: Kürşad Erdoğan, Ibrahim Özdeniz |
| 21 stycznia 202315:30 | Abdi Ayoub 7 | 27:28(15:13) | 5 Amine Harchaoui | Orlen Arena, Płock Widzów: 900 Sędzia: Kürşad Erdoğan, Ibrahim Özdeniz |
| 21 stycznia 202315:30 | 4× · 1×      | 27:28(15:13) | 4× · 3×           | Orlen Arena, Płock Widzów: 900 Sędzia: Kürşad Erdoğan, Ibrahim Özdeniz |

| 21 stycznia 202318:00 | Macedonia Północna  | 28:33(14:16) | Tunezja           | Orlen Arena, Płock Widzów: 1300 Sędzia: María Paolantoni, Mariana García |
| 21 stycznia 202318:00 | Filip Kuzmanowski 8 | 28:33(14:16) | 7 Mohamed Darmoul | Orlen Arena, Płock Widzów: 1300 Sędzia: María Paolantoni, Mariana García |
| 21 stycznia 202318:00 | 7× · 1×             | 28:33(14:16) | 9× · 3× · 1×      | Orlen Arena, Płock Widzów: 1300 Sędzia: María Paolantoni, Mariana García |

| 23 stycznia 202315:30 | Tunezja             | 30:25(15:12) | Algieria     | Orlen Arena, Płock Widzów: 800 Sędzia: Julian Grillo, Sebastián Lenci |
| 23 stycznia 202315:30 | Oussama Boughanmi 8 | 30:25(15:12) | 8 Abdi Ayoub | Orlen Arena, Płock Widzów: 800 Sędzia: Julian Grillo, Sebastián Lenci |
| 23 stycznia 202315:30 | 2× · 1×             | 30:25(15:12) | 2×           | Orlen Arena, Płock Widzów: 800 Sędzia: Julian Grillo, Sebastián Lenci |

| 23 stycznia 202318:00 | Macedonia Północna  | 40:25(18:12) | Maroko          | Orlen Arena, Płock Widzów: 1050 Sędzia: Koo Bon-ok, Lee Se-ok |
| 23 stycznia 202318:00 | Filip Kuzmanowski 8 | 40:25(18:12) | 8 Mohamed Zaher | Orlen Arena, Płock Widzów: 1050 Sędzia: Koo Bon-ok, Lee Se-ok |
| 23 stycznia 202318:00 | 3×                  | 40:25(18:12) | 1×              | Orlen Arena, Płock Widzów: 1050 Sędzia: Koo Bon-ok, Lee Se-ok |

### Mecze o miejsca 25–32
Mecz o 31. miejsce
| 25 stycznia 202313:00 | Urugwaj                             | 33:34(17:16) | Algieria                    | Orlen Arena, Płock Widzów: 1050 Sędzia: Koo Bon-ok, Lee Se-ok |
| 25 stycznia 202313:00 | Gabriel Chaparro 6 Federico Rubbo 6 | 33:34(17:16) | 6 Réda Arib 6 Djedid Yacine | Orlen Arena, Płock Widzów: 1050 Sędzia: Koo Bon-ok, Lee Se-ok |
| 25 stycznia 202313:00 | 2×                                  | 33:34(17:16) | 4×                          | Orlen Arena, Płock Widzów: 1050 Sędzia: Koo Bon-ok, Lee Se-ok |

Mecz o 29. miejsce
| 25 stycznia 202315:30 | Arabia Saudyjska  | 32:30(18:11) | Maroko             | Orlen Arena, Płock Widzów: 1050 Sędzia: Maike Merz, Tanja Kuttler |
| 25 stycznia 202315:30 | Mojtaba Alsalem 7 | 32:30(18:11) | 10 Amine Harchaoui | Orlen Arena, Płock Widzów: 1050 Sędzia: Maike Merz, Tanja Kuttler |
| 25 stycznia 202315:30 | 5× · 1×           | 32:30(18:11) | 2× · 1×            | Orlen Arena, Płock Widzów: 1050 Sędzia: Maike Merz, Tanja Kuttler |

Mecz o 27. miejsce
| 25 stycznia 202318:00 | Korea Południowa | 33:36(19:20) | Macedonia Północna  | Orlen Arena, Płock Widzów: 1400 Sędzia: Julian Grillo, Sebastián Lenci |
| 25 stycznia 202318:00 | Jin Yu-sung 8    | 33:36(19:20) | 8 Filip Kuzmanowski | Orlen Arena, Płock Widzów: 1400 Sędzia: Julian Grillo, Sebastián Lenci |
| 25 stycznia 202318:00 | 3× · 1× · 1×     | 33:36(19:20) | 5× · 2×             | Orlen Arena, Płock Widzów: 1400 Sędzia: Julian Grillo, Sebastián Lenci |

Mecz o 25. miejsce
| 25 stycznia 202320:30 | Chile              | 26:38(10:24) | Tunezja         | Orlen Arena, Płock Widzów: 2000 Sędzia: Marko Sekulić, Vladimir Jovandić |
| 25 stycznia 202320:30 | Erwin Feuchtmann 8 | 26:38(10:24) | 8 Ghassen Toumi | Orlen Arena, Płock Widzów: 2000 Sędzia: Marko Sekulić, Vladimir Jovandić |
| 25 stycznia 202320:30 | 2×                 | 26:38(10:24) | 4× · 1×         | Orlen Arena, Płock Widzów: 2000 Sędzia: Marko Sekulić, Vladimir Jovandić |

## Faza zasadnicza

### Grupa I
| 18 stycznia 202315:30 | Iran                                  | 21:38(9:20) | Słowenia      | Tauron Arena Kraków, Kraków Widzów: 1206 Sędzia: Ádám Bíró, Olivér Kiss |
| 18 stycznia 202315:30 | Mohammad Oraei 4 Shahab Sadeghzadeh 4 | 21:38(9:20) | 7 Domen Makuc | Tauron Arena Kraków, Kraków Widzów: 1206 Sędzia: Ádám Bíró, Olivér Kiss |
| 18 stycznia 202315:30 | 3×                                    | 21:38(9:20) | 5×            | Tauron Arena Kraków, Kraków Widzów: 1206 Sędzia: Ádám Bíró, Olivér Kiss |

| 18 stycznia 202318:00 | Francja              | 35:24(16:13) | Czarnogóra      | Tauron Arena Kraków, Kraków Widzów: 2411 Sędzia: Mirza Kurtagic, Mattias Wetterwik |
| 18 stycznia 202318:00 | Melvyn Richardson 10 | 35:24(16:13) | 6 Miloš Božović | Tauron Arena Kraków, Kraków Widzów: 2411 Sędzia: Mirza Kurtagic, Mattias Wetterwik |
| 18 stycznia 202318:00 | 3× · 1×              | 35:24(16:13) | 4× · 1×         | Tauron Arena Kraków, Kraków Widzów: 2411 Sędzia: Mirza Kurtagic, Mattias Wetterwik |

| 18 stycznia 202320:30 | Hiszpania                  | 27:23(16:15) | Polska         | Tauron Arena Kraków, Kraków Widzów: 7030 Sędzia: Mads Hansen, Jesper Madsen |
| 18 stycznia 202320:30 | trzech piłkarzy ręcznych 4 | 27:23(16:15) | 7 Szymon Sićko | Tauron Arena Kraków, Kraków Widzów: 7030 Sędzia: Mads Hansen, Jesper Madsen |
| 18 stycznia 202320:30 | 3× · 1×                    | 27:23(16:15) | 2× · 1× · 1×   | Tauron Arena Kraków, Kraków Widzów: 7030 Sędzia: Mads Hansen, Jesper Madsen |

| 20 stycznia 202315:30 | Słowenia       | 26:31(15:15) | Hiszpania          | Tauron Arena Kraków, Kraków Widzów: 2100 Sędzia: Mirza Kurtagic, Mattias Wetterwik |
| 20 stycznia 202315:30 | Jure Dolenec 7 | 26:31(15:15) | 6 Kauldi Odriozola | Tauron Arena Kraków, Kraków Widzów: 2100 Sędzia: Mirza Kurtagic, Mattias Wetterwik |
| 20 stycznia 202315:30 | 4× · 2×        | 26:31(15:15) | 3×                 | Tauron Arena Kraków, Kraków Widzów: 2100 Sędzia: Mirza Kurtagic, Mattias Wetterwik |

| 20 stycznia 202318:00 | Iran                       | 29:41(14:18) | Francja                           | Tauron Arena Kraków, Kraków Widzów: 4150 Sędzia: Amar Konjičanin, Dino Konjičanin |
| 20 stycznia 202318:00 | trzech piłkarzy ręcznych 4 | 29:41(14:18) | 6 Thibaud Briet 6 Nicolas Tournat | Tauron Arena Kraków, Kraków Widzów: 4150 Sędzia: Amar Konjičanin, Dino Konjičanin |
| 20 stycznia 202318:00 | 7×                         | 29:41(14:18) | 1×                                | Tauron Arena Kraków, Kraków Widzów: 4150 Sędzia: Amar Konjičanin, Dino Konjičanin |

| 20 stycznia 202320:30 | Czarnogóra      | 20:27(8:11) | Polska              | Tauron Arena Kraków, Kraków Widzów: 9087 Sędzia: Arthur Brunner, Morad Salah |
| 20 stycznia 202320:30 | Miloš Vujović 6 | 20:27(8:11) | 6 Piotr Jędraszczyk | Tauron Arena Kraków, Kraków Widzów: 9087 Sędzia: Arthur Brunner, Morad Salah |
| 20 stycznia 202320:30 | 3×              | 20:27(8:11) | 3× · 1×             | Tauron Arena Kraków, Kraków Widzów: 9087 Sędzia: Arthur Brunner, Morad Salah |

| 22 stycznia 202315:30 | Czarnogóra      | 23:31(8:15) | Słowenia     | Tauron Arena Kraków, Kraków Widzów: 3200 Sędzia: Matija Gubica, Boris Milošević |
| 22 stycznia 202315:30 | Risto Vujačić 5 | 23:31(8:15) | 6 Aleks Vlah | Tauron Arena Kraków, Kraków Widzów: 3200 Sędzia: Matija Gubica, Boris Milošević |
| 22 stycznia 202315:30 | 2×              | 23:31(8:15) | 5×           | Tauron Arena Kraków, Kraków Widzów: 3200 Sędzia: Matija Gubica, Boris Milošević |

| 22 stycznia 202318:00 | Iran                 | 22:26(10:16) | Polska            | Tauron Arena Kraków, Kraków Widzów: 11 221 Sędzia: Mindaugas Gatelis, Vaidas Mažeika |
| 22 stycznia 202318:00 | Mohammadreza Oraei 6 | 22:26(10:16) | 6 Ariel Pietrasik | Tauron Arena Kraków, Kraków Widzów: 11 221 Sędzia: Mindaugas Gatelis, Vaidas Mažeika |
| 22 stycznia 202318:00 | 4× · 1×              | 22:26(10:16) | 2× · 1×           | Tauron Arena Kraków, Kraków Widzów: 11 221 Sędzia: Mindaugas Gatelis, Vaidas Mažeika |

| 22 stycznia 202321:00 | Hiszpania                  | 26:28(13:13) | Francja                      | Tauron Arena Kraków, Kraków Widzów: 7000 Sędzia: Ǵorgi Naczewski, Sławe Nikołow |
| 22 stycznia 202321:00 | Daniel Fernández Jiménez 7 | 26:28(13:13) | 4 czterech piłkarzy ręcznych | Tauron Arena Kraków, Kraków Widzów: 7000 Sędzia: Ǵorgi Naczewski, Sławe Nikołow |
| 22 stycznia 202321:00 | 5×                         | 26:28(13:13) | 3×                           | Tauron Arena Kraków, Kraków Widzów: 7000 Sędzia: Ǵorgi Naczewski, Sławe Nikołow |

### Grupa II
| 18 stycznia 202315:30 | Portugalia      | 28:28(12:11) | Brazylia              | Scandinavium, Göteborg Widzów: 2301 Sędzia: Charlotte Bonaventura, Julie Bonaventura |
| 18 stycznia 202315:30 | António Areia 7 | 28:28(12:11) | 10 Jean-Pierre Dupoix | Scandinavium, Göteborg Widzów: 2301 Sędzia: Charlotte Bonaventura, Julie Bonaventura |
| 18 stycznia 202315:30 | 1× · 1×         | 28:28(12:11) | 3×                    | Scandinavium, Göteborg Widzów: 2301 Sędzia: Charlotte Bonaventura, Julie Bonaventura |

| 18 stycznia 202318:00 | Republika Zielonego Przylądka | 30:40(13:18) | Islandia            | Scandinavium, Göteborg Widzów: 5723 Sędzia: Youcef Belkhiri, Sid Ali Hamidi |
| 18 stycznia 202318:00 | Délcio Pina 11                | 30:40(13:18) | Sigvaldi Guðjónsson | Scandinavium, Göteborg Widzów: 5723 Sędzia: Youcef Belkhiri, Sid Ali Hamidi |
| 18 stycznia 202318:00 | 4×                            | 30:40(13:18) | 3× · 1×             | Scandinavium, Göteborg Widzów: 5723 Sędzia: Youcef Belkhiri, Sid Ali Hamidi |

| 18 stycznia 202320:30 | Szwecja        | 37:28(18:14) | Węgry          | Scandinavium, Göteborg Widzów: 9256 Sędzia: Robert Schulze, Tobias Tönnies |
| 18 stycznia 202320:30 | Hampus Wanne 9 | 37:28(18:14) | 7 Miklós Rosta | Scandinavium, Göteborg Widzów: 9256 Sędzia: Robert Schulze, Tobias Tönnies |
| 18 stycznia 202320:30 | 2×             | 37:28(18:14) | 3× · 1×        | Scandinavium, Göteborg Widzów: 9256 Sędzia: Robert Schulze, Tobias Tönnies |

| 20 stycznia 202315:30 | Republika Zielonego Przylądka | 23:35(12:14) | Portugalia      | Scandinavium, Göteborg Widzów: 3110 Sędzia: Maike Merz, Tanja Kuttler |
| 20 stycznia 202315:30 | Délcio Pina 6                 | 23:35(12:14) | 9 Antonio Areia | Scandinavium, Göteborg Widzów: 3110 Sędzia: Maike Merz, Tanja Kuttler |
| 20 stycznia 202315:30 | 9× · 1×                       | 23:35(12:14) | 2×              | Scandinavium, Göteborg Widzów: 3110 Sędzia: Maike Merz, Tanja Kuttler |

| 20 stycznia 202318:00 | Brazylia              | 25:28(14:14) | Węgry        | Scandinavium, Göteborg Widzów: 7317 Sędzia: Ivan Pavićević, Miloš Ražnatović |
| 20 stycznia 202318:00 | Hugo Monta da Silva 6 | 25:28(14:14) | 7 Máté Lékai | Scandinavium, Göteborg Widzów: 7317 Sędzia: Ivan Pavićević, Miloš Ražnatović |
| 20 stycznia 202318:00 | 3× · 1×               | 25:28(14:14) | 6× · 1×      | Scandinavium, Göteborg Widzów: 7317 Sędzia: Ivan Pavićević, Miloš Ražnatović |

| 20 stycznia 202320:30 | Islandia             | 30:35(16:17) | Szwecja        | Scandinavium, Göteborg Widzów: 11 801 Sędzia: Ǵorgi Naczewski, Sławe Nikołow |
| 20 stycznia 202320:30 | Bjarki Már Elísson 8 | 30:35(16:17) | 8 Lucas Pellas | Scandinavium, Göteborg Widzów: 11 801 Sędzia: Ǵorgi Naczewski, Sławe Nikołow |
| 20 stycznia 202320:30 | 4× · 1×              | 30:35(16:17) | 5× · 1×        | Scandinavium, Göteborg Widzów: 11 801 Sędzia: Ǵorgi Naczewski, Sławe Nikołow |

| 22 stycznia 202315:30 | Republika Zielonego Przylądka | 30:42(15:22) | Węgry                      | Scandinavium, Göteborg Widzów: 3899 Sędzia: Marko Sekulić, Vladimir Jovandić |
| 22 stycznia 202315:30 | Bruno Landim 8                | 30:42(15:22) | 7 trzech piłkarzy ręcznych | Scandinavium, Göteborg Widzów: 3899 Sędzia: Marko Sekulić, Vladimir Jovandić |
| 22 stycznia 202315:30 | 4×                            | 30:42(15:22) | 1×                         | Scandinavium, Göteborg Widzów: 3899 Sędzia: Marko Sekulić, Vladimir Jovandić |

| 22 stycznia 202318:00 | Brazylia             | 37:41(22:18) | Islandia             | Scandinavium, Göteborg Widzów: 9871 Sędzia: Karim Gasmi, Raouf Gasmi |
| 22 stycznia 202318:00 | Jean-Pierre Dupoux 8 | 37:41(22:18) | 9 Bjarki Már Elísson | Scandinavium, Göteborg Widzów: 9871 Sędzia: Karim Gasmi, Raouf Gasmi |
| 22 stycznia 202318:00 | 3× · 1×              | 37:41(22:18) | 6× · 1×              | Scandinavium, Göteborg Widzów: 9871 Sędzia: Karim Gasmi, Raouf Gasmi |

| 22 stycznia 202320:30 | Szwecja             | 32:30(13:14) | Portugalia      | Scandinavium, Göteborg Widzów: 11 670 Sędzia: Charlotte Bonaventura, Julie Bonaventura |
| 22 stycznia 202320:30 | Daniel Pettersson 8 | 32:30(13:14) | 8 Antonio Areia | Scandinavium, Göteborg Widzów: 11 670 Sędzia: Charlotte Bonaventura, Julie Bonaventura |
| 22 stycznia 202320:30 | 1×                  | 32:30(13:14) | 6× · 2×         | Scandinavium, Göteborg Widzów: 11 670 Sędzia: Charlotte Bonaventura, Julie Bonaventura |

### Grupa III
| 19 stycznia 202315:30 | Katar           | 30:32(19:15) | Holandia                       | Spodek, Katowice Widzów: 1900 Sędzia: Mindaugas Gatelis, Vaidas Mažeika |
| 19 stycznia 202315:30 | Ahmad Madadi 11 | 30:32(19:15) | 8 Kay Smits 8 Rutger ten Velde | Spodek, Katowice Widzów: 1900 Sędzia: Mindaugas Gatelis, Vaidas Mažeika |
| 19 stycznia 202315:30 | 6×              | 30:32(19:15) | 6× · 1×                        | Spodek, Katowice Widzów: 1900 Sędzia: Mindaugas Gatelis, Vaidas Mažeika |

| 19 stycznia 202318:00 | Niemcy                     | 39:19(24:11) | Argentyna             | Spodek, Katowice Widzów: 3150 Sędzia: Václav Horáček, Jiři Novotný |
| 19 stycznia 202318:00 | trzech piłkarzy ręcznych 5 | 39:19(24:11) | 5 Pedro Martínez Cami | Spodek, Katowice Widzów: 3150 Sędzia: Václav Horáček, Jiři Novotný |
| 19 stycznia 202318:00 | 3×                         | 39:19(24:11) | 4×                    | Spodek, Katowice Widzów: 3150 Sędzia: Václav Horáček, Jiři Novotný |

| 19 stycznia 202320:30 | Norwegia                              | 31:28(14:17) | Serbia                     | Spodek, Katowice Widzów: 3500 Sędzia: Arthur Brunner, Morad Salah |
| 19 stycznia 202320:30 | Sebastian Barthold 5 Sander Sagosen 5 | 31:28(14:17) | 5 trzech piłkarzy ręcznych | Spodek, Katowice Widzów: 3500 Sędzia: Arthur Brunner, Morad Salah |
| 19 stycznia 202320:30 | 3×                                    | 31:28(14:17) | 4× · 1×                    | Spodek, Katowice Widzów: 3500 Sędzia: Arthur Brunner, Morad Salah |

| 21 stycznia 202315:30 | Serbia               | 28:22(12:10) | Argentyna            | Spodek, Katowice Widzów: 2550 Sędzia: Youcef Belkhiri, Sid Ali Hamidi |
| 21 stycznia 202315:30 | Bogdan Radivojević 6 | 28:22(12:10) | 9 Francisco Lombardi | Spodek, Katowice Widzów: 2550 Sędzia: Youcef Belkhiri, Sid Ali Hamidi |
| 21 stycznia 202315:30 | 5× · 1×              | 28:22(12:10) | 4× · 1×              | Spodek, Katowice Widzów: 2550 Sędzia: Youcef Belkhiri, Sid Ali Hamidi |

| 21 stycznia 202318:00 | Katar                 | 17:30(9:14) | Norwegia                                | Spodek, Katowice Widzów: 5100 Sędzia: Ádám Bíró, Olivér Kiss |
| 21 stycznia 202318:00 | Abdelrahman Abdalla 5 | 17:30(9:14) | 6 Kristian Bjørnsen 6 Gøran Johannessen | Spodek, Katowice Widzów: 5100 Sędzia: Ádám Bíró, Olivér Kiss |
| 21 stycznia 202318:00 | 2×                    | 17:30(9:14) | 1×                                      | Spodek, Katowice Widzów: 5100 Sędzia: Ádám Bíró, Olivér Kiss |

| 21 stycznia 202320:30 | Holandia    | 26:33(12:15) | Niemcy       | Spodek, Katowice Widzów: 6250 Sędzia: Mads Hansen, Jesper Madsen |
| 21 stycznia 202320:30 | Kay Smits 6 | 26:33(12:15) | 9 Juri Knorr | Spodek, Katowice Widzów: 6250 Sędzia: Mads Hansen, Jesper Madsen |
| 21 stycznia 202320:30 | 2× · 1×     | 26:33(12:15) | 4× · 1×      | Spodek, Katowice Widzów: 6250 Sędzia: Mads Hansen, Jesper Madsen |

| 23 stycznia 202315:30 | Katar          | 22:26(9:12) | Argentyna         | Spodek, Katowice Widzów: 1850 Sędzia: Duarte Santos, Ricardo Fonseca |
| 23 stycznia 202315:30 | Ahmad Madadi 8 | 22:26(9:12) | 9 Ignacio Pizarro | Spodek, Katowice Widzów: 1850 Sędzia: Duarte Santos, Ricardo Fonseca |
| 23 stycznia 202315:30 | 3× · 1×        | 22:26(9:12) | 4×                | Spodek, Katowice Widzów: 1850 Sędzia: Duarte Santos, Ricardo Fonseca |

| 23 stycznia 202318:00 | Serbia                | 32:30(15:17) | Holandia       | Spodek, Katowice Widzów: 3100 Sędzia: Václav Horáček, Jiři Novotný |
| 23 stycznia 202318:00 | Marko Milosavljević 9 | 32:30(15:17) | 7 Dani Baijens | Spodek, Katowice Widzów: 3100 Sędzia: Václav Horáček, Jiři Novotný |
| 23 stycznia 202318:00 | 4× · 1×               | 32:30(15:17) | 9× · 1×        | Spodek, Katowice Widzów: 3100 Sędzia: Václav Horáček, Jiři Novotný |

| 23 stycznia 202320:30 | Niemcy       | 26:28(16:18) | Norwegia            | Spodek, Katowice Widzów: 4100 Sędzia: Matija Gubica, Boris Milošević |
| 23 stycznia 202320:30 | Juri Knorr 8 | 26:28(16:18) | 5 Gøran Johannessen | Spodek, Katowice Widzów: 4100 Sędzia: Matija Gubica, Boris Milošević |
| 23 stycznia 202320:30 | 1× · 1× · 1× | 26:28(16:18) | 4× · 1×             | Spodek, Katowice Widzów: 4100 Sędzia: Matija Gubica, Boris Milošević |

### Grupa IV
| 19 stycznia 202315:30 | Stany Zjednoczone  | 27:32(13:17) | Bahrajn                 | Malmö Arena, Malmö Widzów: 1891 Sędzia: Karim Gasmi,Raouf Gasmi |
| 19 stycznia 202315:30 | Samuel Hoddersen 6 | 27:32(13:17) | 11 Husain Ali Al-Sayyad | Malmö Arena, Malmö Widzów: 1891 Sędzia: Karim Gasmi,Raouf Gasmi |
| 19 stycznia 202315:30 | 3× · 1× · 1×       | 27:32(13:17) | 4×                      | Malmö Arena, Malmö Widzów: 1891 Sędzia: Karim Gasmi,Raouf Gasmi |

| 19 stycznia 202318:00 | Egipt            | 33:28(22:15) | Belgia             | Malmö Arena, Malmö Widzów: 8784 Sędzia: Bojan Lah, David Sok |
| 19 stycznia 202318:00 | Mohsen Mahmoud 7 | 33:28(22:15) | 9 Sébastien Danesi | Malmö Arena, Malmö Widzów: 8784 Sędzia: Bojan Lah, David Sok |
| 19 stycznia 202318:00 | 3×               | 33:28(22:15) | 4× · 1×            | Malmö Arena, Malmö Widzów: 8784 Sędzia: Bojan Lah, David Sok |

| 19 stycznia 202320:30 | Dania           | 32:32(15:16) | Chorwacja     | Malmö Arena, Malmö Widzów: 10 420 Sędzia: Ignacio García, Andreu Marín |
| 19 stycznia 202320:30 | Simon Pytlick 9 | 32:32(15:16) | 9 Marin Šipić | Malmö Arena, Malmö Widzów: 10 420 Sędzia: Ignacio García, Andreu Marín |
| 19 stycznia 202320:30 | 6×              | 32:32(15:16) | 7× · 2×       | Malmö Arena, Malmö Widzów: 10 420 Sędzia: Ignacio García, Andreu Marín |

| 21 stycznia 202315:30 | Bahrajn     | 22:26(9:13) | Egipt            | Malmö Arena, Malmö Widzów: 7002 Sędzia: Ignacio García, Andreu Marín |
| 21 stycznia 202315:30 | Ali Merza 6 | 22:26(9:13) | 5 Yehia El-Deraa | Malmö Arena, Malmö Widzów: 7002 Sędzia: Ignacio García, Andreu Marín |
| 21 stycznia 202315:30 | 2×          | 22:26(9:13) | 1× · 1×          | Malmö Arena, Malmö Widzów: 7002 Sędzia: Ignacio García, Andreu Marín |

| 21 stycznia 202318:00 | Chorwacja       | 34:26(21:13) | Belgia                     | Malmö Arena, Malmö Widzów: 11 008 Sędzia: Håvard Kleven, Lars Jørum |
| 21 stycznia 202318:00 | Marin Jelinić 6 | 34:26(21:13) | 4 trzech piłkarzy ręcznych | Malmö Arena, Malmö Widzów: 11 008 Sędzia: Håvard Kleven, Lars Jørum |
| 21 stycznia 202318:00 | 5×              | 34:26(21:13) | 3×                         | Malmö Arena, Malmö Widzów: 11 008 Sędzia: Håvard Kleven, Lars Jørum |

| 21 stycznia 202320:30 | Stany Zjednoczone  | 24:33(10:18) | Dania             | Malmö Arena, Malmö Widzów: 12 482 Sędzia: Julian Grillo, Sebastián Lenci |
| 21 stycznia 202320:30 | Samuel Hoddersen 5 | 24:33(10:18) | 8 Lukas Jørgensen | Malmö Arena, Malmö Widzów: 12 482 Sędzia: Julian Grillo, Sebastián Lenci |
| 21 stycznia 202320:30 | 4×                 | 24:33(10:18) | 2× · 2×           | Malmö Arena, Malmö Widzów: 12 482 Sędzia: Julian Grillo, Sebastián Lenci |

| 23 stycznia 202315:30 | Stany Zjednoczone            | 24:22(14:12) | Belgia                         | Malmö Arena, Malmö Widzów: 4745 Sędzia: Robert Schulze, Tobias Tönnies |
| 23 stycznia 202315:30 | czterech piłkarzy ręcznych 4 | 24:22(14:12) | 4 Raphaël Kotters 4 Simon Ooms | Malmö Arena, Malmö Widzów: 4745 Sędzia: Robert Schulze, Tobias Tönnies |
| 23 stycznia 202315:30 | 4×                           | 24:22(14:12) | 1× · 1×                        | Malmö Arena, Malmö Widzów: 4745 Sędzia: Robert Schulze, Tobias Tönnies |

| 23 stycznia 202318:00 | Chorwacja                          | 43:32(17:16) | Bahrajn        | Malmö Arena, Malmö Widzów: 11 542 Sędzia: Håvard Kleven, Lars Jørum |
| 23 stycznia 202318:00 | Filip Glavaš 11 Ivan Martinović 11 | 43:32(17:16) | 7 Qasim Qambar | Malmö Arena, Malmö Widzów: 11 542 Sędzia: Håvard Kleven, Lars Jørum |
| 23 stycznia 202318:00 | 3× · 1×                            | 43:32(17:16) | 4×             | Malmö Arena, Malmö Widzów: 11 542 Sędzia: Håvard Kleven, Lars Jørum |

| 23 stycznia 202320:30 | Egipt            | 25:30(12:17) | Dania                            | Malmö Arena, Malmö Widzów: 12 353 Sędzia: Bojan Lah, David Sok |
| 23 stycznia 202320:30 | Mohab Abdelhak 6 | 25:30(12:17) | 8 Mathias Gidsel 8 Simon Pytlick | Malmö Arena, Malmö Widzów: 12 353 Sędzia: Bojan Lah, David Sok |
| 23 stycznia 202320:30 | 5×               | 25:30(12:17) | 4× · 1×                          | Malmö Arena, Malmö Widzów: 12 353 Sędzia: Bojan Lah, David Sok |

## Faza pucharowa
|  |                        |              |                     |                        |    |           |                        |                        |                        |                        |                   |       |       |
|  | Ćwierćfinały           | Ćwierćfinały | Ćwierćfinały        |                        |    | Półfinały | Półfinały              | Półfinały              |                        |                        | Finał             | Finał | Finał |
|  | Ćwierćfinały           | Ćwierćfinały | Ćwierćfinały        |                        |    | Półfinały | Półfinały              | Półfinały              |                        |                        | Finał             | Finał | Finał |
|  | 25 stycznia, Gdańsk    |              |                     |                        |    |           |                        |                        |                        |                        |                   |       |       |
|  |                        |              |                     |                        |    |           |                        |                        |                        |                        |                   |       |       |
|  | Francja                | Francja      | 35                  |                        |    |           |                        |                        |                        |                        |                   |       |       |
|  | Francja                | Francja      | 35                  | 27 stycznia, Sztokholm |    |           |                        |                        |                        |                        |                   |       |       |
|  | Niemcy                 | Niemcy       | 28                  |                        |    |           |                        |                        |                        |                        |                   |       |       |
|  | Niemcy                 | Niemcy       | 28                  |                        |    | Francja   | Francja                | 31                     |                        |                        |                   |       |       |
|  | 25 stycznia, Sztokholm |              |                     |                        |    | Francja   | Francja                | 31                     |                        |                        |                   |       |       |
|  |                        |              | Szwecja             | Szwecja                | 26 |           |                        |                        |                        |                        |                   |       |       |
|  | Szwecja                | Szwecja      | Szwecja             | Szwecja                | 26 | 26        |                        |                        |                        |                        |                   |       |       |
|  | Szwecja                | Szwecja      |                     |                        |    | 26        | 29 stycznia, Sztokholm |                        |                        |                        |                   |       |       |
|  | Egipt                  | Egipt        | 22                  |                        |    |           |                        |                        |                        |                        |                   |       |       |
|  | Egipt                  | Egipt        | 22                  |                        |    | Francja   | Francja                | 29                     |                        |                        |                   |       |       |
|  | 25 stycznia, Gdańsk    |              |                     |                        |    | Francja   | Francja                | 29                     |                        |                        |                   |       |       |
|  |                        |              | Dania               | Dania                  | 34 |           |                        |                        |                        |                        |                   |       |       |
|  | Norwegia               | Norwegia     | Dania               | Dania                  | 34 | 34        |                        |                        |                        |                        |                   |       |       |
|  | Norwegia               | Norwegia     | 27 stycznia, Gdańsk |                        |    | 34        |                        |                        |                        |                        |                   |       |       |
|  | Hiszpania              | Hiszpania    | 35                  |                        |    |           |                        |                        |                        |                        |                   |       |       |
|  | Hiszpania              | Hiszpania    | 35                  |                        |    | Hiszpania | Hiszpania              | 23                     | Mecz o 3. miejsce      | Mecz o 3. miejsce      | Mecz o 3. miejsce |       |       |
|  | 25 stycznia, Sztokholm |              |                     |                        |    | Hiszpania | Hiszpania              | 23                     | Mecz o 3. miejsce      | Mecz o 3. miejsce      | Mecz o 3. miejsce |       |       |
|  |                        |              | Dania               | Dania                  | 26 |           |                        | 29 stycznia, Sztokholm | 29 stycznia, Sztokholm | 29 stycznia, Sztokholm |                   |       |       |
|  | Dania                  | Dania        | Dania               | Dania                  | 26 | 40        |                        | 29 stycznia, Sztokholm | 29 stycznia, Sztokholm | 29 stycznia, Sztokholm |                   |       |       |
|  | Dania                  | Dania        |                     |                        |    |           |                        | Szwecja                | Szwecja                | 36                     |                   |       |       |
|  | Węgry                  | Węgry        | 23                  |                        |    |           |                        |                        | Szwecja                | 36                     |                   |       |       |
|  | Węgry                  | Węgry        | 23                  |                        |    |           |                        | Hiszpania              | Hiszpania              | 39                     |                   |       |       |
|  |                        |              |                     |                        |    |           |                        |                        | Hiszpania              | 39                     |                   |       |       |

|  | Mecze o miejsca 5–8    | Mecze o miejsca 5–8 |                        |    | Mecz o 5. miejsce | Mecz o 5. miejsce |
|  |                        |                     |                        |    |                   |                   |
|  | 27 stycznia, Sztokholm |                     |                        |    |                   |                   |
|  |                        |                     |                        |    |                   |                   |
|  | Niemcy                 | 35                  |                        |    |                   |                   |
|  | Niemcy                 | 35                  | 29 stycznia, Sztokholm |    |                   |                   |
|  | Egipt                  | 34                  |                        |    |                   |                   |
|  | Egipt                  | 34                  | Niemcy                 | 28 |                   |                   |
|  | 27 stycznia, Sztokholm |                     | Niemcy                 | 28 |                   |                   |
|  |                        | Norwegia            | 24                     |    |                   |                   |
|  | Norwegia               | Norwegia            | 24                     | 33 |                   |                   |
|  | Norwegia               |                     |                        | 33 |                   |                   |
|  | Węgry                  | 25                  |                        |    |                   |                   |
|  | Węgry                  | 25                  | Mecz o 7. miejsce      |    |                   |                   |
|  |                        |                     |                        |    |                   |                   |
|  | 29 stycznia, Sztokholm |                     |                        |    |                   |                   |
|  |                        |                     |                        |    |                   |                   |
|  | Egipt                  | 36                  |                        |    |                   |                   |
|  | Egipt                  | 36                  |                        |    |                   |                   |
|  | Węgry                  | 35                  |                        |    |                   |                   |

### Ćwierćfinały
| 25 stycznia 202318:00 | Dania            | 40:23(21:12) | Węgry                       | Tele2 Arena, Sztokholm Widzów: 11 338 Sędzia: Arthur Brunner, Morad Salah |
| 25 stycznia 202318:00 | Mathias Gidsel 9 | 40:23(21:12) | 6 Richárd Bodó 6 Máté Lékai | Tele2 Arena, Sztokholm Widzów: 11 338 Sędzia: Arthur Brunner, Morad Salah |
| 25 stycznia 202318:00 | 3×               | 40:23(21:12) | 4×                          | Tele2 Arena, Sztokholm Widzów: 11 338 Sędzia: Arthur Brunner, Morad Salah |

| 25 stycznia 202318:00 | Norwegia            | 34:35 (pd.)(13:12, 25:25, 29:29) | Hiszpania         | Ergo Arena, Gdańsk Widzów: 5489 Sędzia: Bojan Lah, David Sok |
| 25 stycznia 202318:00 | Kristian Bjørnsen 9 | 34:35 (pd.)(13:12, 25:25, 29:29) | 8 Ángel Fernández | Ergo Arena, Gdańsk Widzów: 5489 Sędzia: Bojan Lah, David Sok |
| 25 stycznia 202318:00 | 6×                  | 34:35 (pd.)(13:12, 25:25, 29:29) | 3× · 1×           | Ergo Arena, Gdańsk Widzów: 5489 Sędzia: Bojan Lah, David Sok |

| 25 stycznia 202320:30 | Szwecja         | 26:22(14:9) | Egipt                            | Tele2 Arena, Sztokholm Widzów: 16 215 Sędzia: Ignacio García, Andreu Marín |
| 25 stycznia 202320:30 | Niclas Ekberg 6 | 26:22(14:9) | 5 Hassan Kaddah 5 Mohsen Mahmoud | Tele2 Arena, Sztokholm Widzów: 16 215 Sędzia: Ignacio García, Andreu Marín |
| 25 stycznia 202320:30 | 4× · 1×         | 26:22(14:9) |                                  | Tele2 Arena, Sztokholm Widzów: 16 215 Sędzia: Ignacio García, Andreu Marín |

| 25 stycznia 202320:30 | Francja                           | 35:28(16:16) | Niemcy           | Ergo Arena, Gdańsk Widzów: 5262 Sędzia: Mads Hansen, Jesper Madsen |
| 25 stycznia 202320:30 | Ludovic Fabregas 5 Nedim Remili 5 | 35:28(16:16) | 6 Johannes Golla | Ergo Arena, Gdańsk Widzów: 5262 Sędzia: Mads Hansen, Jesper Madsen |
| 25 stycznia 202320:30 | 3×                                | 35:28(16:16) | 1×               | Ergo Arena, Gdańsk Widzów: 5262 Sędzia: Mads Hansen, Jesper Madsen |

### Mecze o miejsca 5–8
| 27 stycznia 202315:30 | Niemcy       | 35:34 (pd.)(17:14, 30:30) | Egipt                         | Tele2 Arena, Sztokholm Widzów: 3604 Sędzia: Ǵorgi Naczewski, Sławe Nikołow |
| 27 stycznia 202315:30 | Juri Knorr 7 | 35:34 (pd.)(17:14, 30:30) | 7 Ali Mohamed 7 Yehia Elderaa | Tele2 Arena, Sztokholm Widzów: 3604 Sędzia: Ǵorgi Naczewski, Sławe Nikołow |
| 27 stycznia 202315:30 | 4× · 1× · 1× | 35:34 (pd.)(17:14, 30:30) | 1× · 1×                       | Tele2 Arena, Sztokholm Widzów: 3604 Sędzia: Ǵorgi Naczewski, Sławe Nikołow |

| 27 stycznia 202318:00 | Norwegia         | 33:25(16:13) | Węgry        | Tele2 Arena, Sztokholm Widzów: 9081 Sędzia: Charlotte Bonaventura, Julie Bonaventura |
| 27 stycznia 202318:00 | Sander Sagosen 7 | 33:25(16:13) | 6 Máté Lékai | Tele2 Arena, Sztokholm Widzów: 9081 Sędzia: Charlotte Bonaventura, Julie Bonaventura |
| 27 stycznia 202318:00 | 2×               | 33:25(16:13) | 2× · 1× · 1× | Tele2 Arena, Sztokholm Widzów: 9081 Sędzia: Charlotte Bonaventura, Julie Bonaventura |

### Półfinały
| 27 stycznia 202318:00 | Hiszpania         | 23:26(10:15) | Dania           | Ergo Arena, Gdańsk Widzów: 6567 Sędzia: Robert Schulze, Tobias Tönnies |
| 27 stycznia 202318:00 | Alex Dujshebaev 5 | 23:26(10:15) | 6 Simon Pytlick | Ergo Arena, Gdańsk Widzów: 6567 Sędzia: Robert Schulze, Tobias Tönnies |
| 27 stycznia 202318:00 | 3× · 1×           | 23:26(10:15) | 3×              | Ergo Arena, Gdańsk Widzów: 6567 Sędzia: Robert Schulze, Tobias Tönnies |

| 27 stycznia 202321:00 | Francja          | 31:26(16:12) | Szwecja            | Tele2 Arena, Sztokholm Widzów: 19 128 Sędzia: Václav Horáček, Jiři Novotný |
| 27 stycznia 202321:00 | Eric Johansson 5 | 31:26(16:12) | 6 Ludovic Fabregas | Tele2 Arena, Sztokholm Widzów: 19 128 Sędzia: Václav Horáček, Jiři Novotný |
| 27 stycznia 202321:00 | 3×               | 31:26(16:12) | 4× · 1×            | Tele2 Arena, Sztokholm Widzów: 19 128 Sędzia: Václav Horáček, Jiři Novotný |

### Mecz o 7. miejsce
| 29 stycznia 202315:30 | Egipt          | 36:35 (pd.)(17:11, 28:28, 31:31) | Węgry                       | Tele2 Arena, Sztokholm Widzów: 8980 Sędzia: Mirza Kurtagic, Mattias Wetterwik |
| 29 stycznia 202315:30 | Ali Mohamed 12 | 36:35 (pd.)(17:11, 28:28, 31:31) | 7 Richárd Bodó 7 Máté Lékai | Tele2 Arena, Sztokholm Widzów: 8980 Sędzia: Mirza Kurtagic, Mattias Wetterwik |
| 29 stycznia 202315:30 | 3× · 1×        | 36:35 (pd.)(17:11, 28:28, 31:31) | 6× · 2×                     | Tele2 Arena, Sztokholm Widzów: 8980 Sędzia: Mirza Kurtagic, Mattias Wetterwik |

### Mecz o 5. miejsce
| 29 stycznia 202313:00 | Niemcy                     | 28:24(16:13) | Norwegia          | Tele2 Arena, Sztokholm Widzów: 6260 Sędzia: Ignacio García, Andreu Marín |
| 29 stycznia 202313:00 | trzech piłkarzy ręcznych 5 | 28:24(16:13) | 6 Magnus Gullerud | Tele2 Arena, Sztokholm Widzów: 6260 Sędzia: Ignacio García, Andreu Marín |
| 29 stycznia 202313:00 | 4×                         | 28:24(16:13) | 2× · 1×           | Tele2 Arena, Sztokholm Widzów: 6260 Sędzia: Ignacio García, Andreu Marín |

### Mecz o 3. miejsce
| 29 stycznia 202318:00 | Szwecja        | 36:39(22:18) | Hiszpania               | Tele2 Arena, Sztokholm Widzów: 22 650 Sędzia: Charlotte Bonaventura, Julie Bonaventura |
| 29 stycznia 202318:00 | Hampus Wanne 9 | 36:39(22:18) | 9 Adrian Figueras Trejo | Tele2 Arena, Sztokholm Widzów: 22 650 Sędzia: Charlotte Bonaventura, Julie Bonaventura |
| 29 stycznia 202318:00 | 3× · 2×        | 36:39(22:18) | 5× · 1×                 | Tele2 Arena, Sztokholm Widzów: 22 650 Sędzia: Charlotte Bonaventura, Julie Bonaventura |

### Finał
| 29 stycznia 202321:00 | Francja        | 29:34(15:16) | Dania           | Tele2 Arena, Sztokholm Widzów: 23 050 Sędzia: Ǵorgi Naczewski, Sławe Nikołow |
| 29 stycznia 202321:00 | Nedim Remili 6 | 29:34(15:16) | 10 Rasmus Lauge | Tele2 Arena, Sztokholm Widzów: 23 050 Sędzia: Ǵorgi Naczewski, Sławe Nikołow |
| 29 stycznia 202321:00 | 3×             | 29:34(15:16) | 4× · 1×         | Tele2 Arena, Sztokholm Widzów: 23 050 Sędzia: Ǵorgi Naczewski, Sławe Nikołow |

## Klasyfikacja końcowa
| Miejsce | Reprezentacja                 | Uwagi                       |
| ------- | ----------------------------- | --------------------------- |
| złoto   | Dania                         | Awans do LIO 2024 i MŚ 2025 |
| srebro  | Francja                       | Awans do LIO 2024 i MŚ 2025 |
| brąz    | Hiszpania                     | -                           |
| 4.      | Szwecja                       | -                           |
| 5.      | Niemcy                        | -                           |
| 6.      | Norwegia                      | -                           |
| 7.      | Egipt                         | -                           |
| 8.      | Węgry                         | -                           |
| 9.      | Chorwacja                     | -                           |
| 10.     | Słowenia                      | -                           |
| 11.     | Serbia                        | -                           |
| 12.     | Islandia                      | -                           |
| 13.     | Portugalia                    | -                           |
| 14.     | Holandia                      | -                           |
| 15.     | Polska                        | -                           |
| 16.     | Bahrajn                       | -                           |
| 17.     | Brazylia                      | -                           |
| 18.     | Czarnogóra                    | -                           |
| 19.     | Argentyna                     | -                           |
| 20.     | Stany Zjednoczone             | -                           |
| 21.     | Belgia                        | -                           |
| 22.     | Katar                         | -                           |
| 23.     | Republika Zielonego Przylądka | -                           |
| 24.     | Iran                          | -                           |
| 25.     | Tunezja                       | -                           |
| 26.     | Chile                         | -                           |
| 27.     | Macedonia Północna            | -                           |
| 28.     | Korea Południowa              | -                           |
| 29.     | Arabia Saudyjska              | -                           |
| 30.     | Maroko                        | -                           |
| 31.     | Algieria                      | -                           |
| 32.     | Urugwaj                       | -                           |

## Nagrody indywidualne
Źródło: IHF.
| MVP            | Najlepszy bramkarz | Najlepszy lewoskrzydłowy | Najlepszy prawoskrzydłowy | Najlepszy lewy rozgrywający | Najlepszy środkowy rozgrywający | Najlepszy prawy rozgrywający | Najlepszy obrotowy | Najlepszy młody zawodnik |
| -------------- | ------------------ | ------------------------ | ------------------------- | --------------------------- | ------------------------------- | ---------------------------- | ------------------ | ------------------------ |
| Mathias Gidsel | Andreas Wolff      | Ángel Fernández          | Niclas Ekberg             | Simon Pytlick               | Nedim Remili                    | Alex Dujshebaev              | Ludovic Fabregas   | Juri Knorr               |